# Provincia de Santa Fe
Santa Fe (en el texto de la Constitución provincial: Provincia de Santa Fe) es una de las veintitrés provincias que integran la República Argentina. A su vez, es uno de los veinticuatro estados autogobernados o jurisdicciones de primer orden que conforman el país, y uno de los veinticuatro distritos electorales legislativos nacionales. Su capital es la ciudad de Santa Fe. Está ubicada en el oeste de la Región del Litoral y forma parte de la región integrada Centro, limitando al norte con Chaco (Paralelo 28 Sur), al este con el río Paraná que la separa de Corrientes y Entre Ríos, al sur con la provincia de Buenos Aires y al oeste con la provincia de Córdoba y Santiago del Estero. Con unos 3 195 000 habitantes en 2010 es la tercera jurisdicción de primer orden más poblada —por detrás de la provincia de Buenos Aires y la provincia de Córdoba— y con 24 hab/km², la quinta jurisdicción de primer orden más densamente poblada, por detrás de la ciudad autónoma de Buenos Aires, la provincia de Tucumán, la provincia de Buenos Aires y la provincia de Misiones.
Sus principales centros urbanos son la ciudad de Santa Fe de la Vera Cruz, capital de la provincia, la ciudad de Rosario ubicada en el sur de la provincia y la ciudad de Rafaela ubicada en el centro oeste de la provincia.
Su capital fue fundada por Juan de Garay en 1573 y es una de las ciudades más importantes de la República Argentina, por su historia, su cultura y su contribución a la construcción nacional, cabe destacar su posición geoestratégica a nivel internacional siendo la primera ciudad-puerto de la región al ubicarse en la confluencia de dos importantes ríos argentinos. Uno de ellos, el río Paraná, encuentra su último puerto de ultramar en la capital provincial, el cual actualmente se encuentra en proceso de reactivación y con fuertes inversiones inmobiliarias.
Por su parte, se destaca también en la provincia la ciudad de Rosario, populoso centro urbano del sur provincial desarrollado para aprovechar su puerto. Como así también la ciudad de Rafaela ubicada en el corazón de la principal cuenca lechera del país. Es pertinente mencionar que la provincia también cuenta con puertos en las localidades de Reconquista y Villa Constitución.
El PBG de Santa Fe representa un 10 % del PBI nacional. Junto con la provincia de Córdoba y la provincia de Buenos Aires es de las provincias que más aportan a la economía de Argentina. Dentro del PBG provincial, la actividad terciaria es la de mayor significación con el 68% del total; el sector secundario contribuye con un 22 % y por último, al sector primario le corresponde un 10 %.
El prócer local es el Brigadier General Estanislao López, llamado el Patriarca de la Federación quien decidió la autonomía definitiva de la provincia en 1815 junto a Mariano Vera, además de ser el redactor de la primera constitución de una provincia argentina).
Según datos del Informe Nacional de Desarrollo Humano de 2010, su índice de desarrollo humano (0,832), es el 9.º mayor de Argentina, por detrás de la provincia de Mendoza, y por delante de Río Negro.
Santa Fe es conocida como «la Provincia invencible de Santa Fe», apodo que aparece en su bandera provincial, o simplemente como «la provincia invencible».

## Historia
Entre los pueblos originarios de esta región al momento de la llegada de los europeos, se hallaban los tobas, timbúes, mocovíes, pilagáes, guaycurúes, quiloazas y guaraníes. Eran nómades, vivían de la caza, la pesca y la recolección de frutos.
El primer asentamiento europeo en el territorio de la actual Argentina data de 1527, en la confluencia de los ríos Coronda y Carcarañá, cuando Sebastián Gaboto de paso hacia el norte, fundó el fuerte de Sancti Spiritus, que fuera destruido dos años más tarde por los indígenas.

### Fundación de Santa Fe
Por orden de Martín Suárez de Toledo, gobernador de Asunción, partiendo de esa ciudad, Juan de Garay, en su carácter de Capitán y Justicia Mayor en la conquista y población del Paraná y Río de la Plata, fundó la ciudad de Santa Fe el 15 de noviembre de 1573. El Acta de Fundación señala que los límites de su jurisdicción eran:

Otrosí: nombro y señalo por Jurisdicción de esta ciudad por la parte del camino del Paraguay hasta el Cabo de los Anegadizos y chicos y por el río abajo camino de Buenos Aires veinticinco leguas más avaxo de Santi Spiritus, y assia la parte de El Tucuman cinquenta leguas á la tierra adentro desde las Barrancas de este Río y de la otra parte del Paraná otras cincuenta.

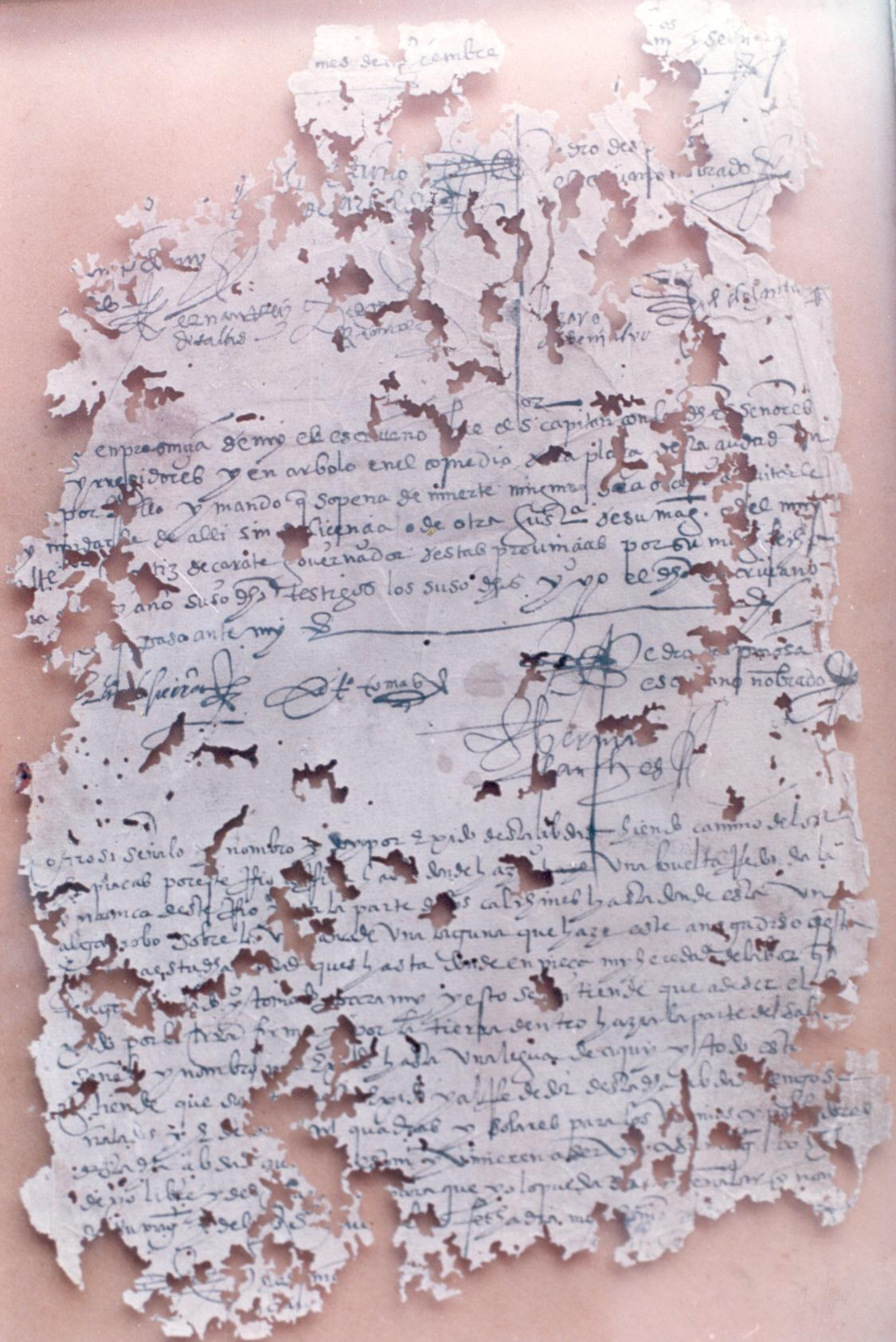
Acta de Fundación de Santa Fe.

De acuerdo con el acta, los límites originales llegaban por el norte hasta cerca del arroyo El Rey, por el sur hasta el Pago de los Arroyos (al sur del después del arroyo del Medio), al este hasta el río Corriente y al oeste hasta el Pozo Redondo.
Garay fue el primer teniente de gobernador de Santa Fe, quedando el territorio instituido como Tenencia de Gobierno de Santa Fe. Los primeros alcaldes del cabildo fueron Juan de Espinosa y Horduño de Arbillo.
Un acta de Cabildo de Santa Fe con fecha 26 de abril de 1588, precisó los límites de su jurisdicción, señalando que con Corrientes la separaba el remate de los anegadizos grandes; con Santiago del Estero: las Cruces grandes, que es arriba del pantano grande, encima de las tapias de Marchinsacati; con Córdoba: el Pozo redondo, que son los términos que Juan de Garay señaló; y con Buenos Aires: con los querandíes, que están en la mitad del camino de Buenos Aires, que es el riachuelo, que es abajo de la Matanza.
Debido a las inundaciones, se resolvió emplazar la ciudad en su lugar actual. Los primeros traslados de pobladores comenzaron a operarse aisladamente en 1651, pero hubo protestas y apelaciones a la decisión, por lo que, previas las construcciones del caso, la mudanza se concretó recién en 1661, oportunidad en la que se agrega el calificativo de la Vera Cruz al nombre de Santa Fe. Finalmente, la autorización real fue concedida por Real Cédula del 6 de agosto de 1670.

### SigloXIX

#### Desde la Revolución de Mayo
Después de la Revolución del 25 de mayo de 1810, el régimen de las Gobernaciones Intendencias se mantuvo y Santa Fe continuó dependiendo de Buenos Aires hasta el 26 de abril de 1815 cuando designó su propio gobernador.
El 5 de junio de 1810 llegó a Santa Fe el enviado de la Primera Junta de Buenos Aires, coronel José Espínola, entregando al teniente de gobernador Prudencio de Gastañaduy la comunicación de la instalación de la Junta tras la Revolución de Mayo, y pidiendo el nombramiento de un diputado. Se fijó la fecha del 9 de junio para celebrar un cabildo abierto para nombrar a este, pero una disputa entre los partidarios de Juan Francisco Tarragona y de Francisco Candioti lo impidió. El 19 de junio, Mariano Moreno ordenó al teniente de gobernador Gastañaduy que viajara a Buenos Aires, quedando en su lugar provisoriamente el alcalde de primer voto Pedro Tomás de Larrechea y como comandante militar Melchor de Echagüe y Andía. El 10 de agosto de 1810 la Junta nombró como nuevo teniente de gobernador al coronel Manuel Ruiz.
El 22 de septiembre, Manuel Belgrano recibió la orden de realizar una Expedición al Paraguay, por lo que se le extendió autoridad sobre la jurisdicción de Santa Fe. Incorporó a la expedición el 1 de octubre a la Compañía de Blandengues de Santa Fe, compuesta por 40 soldados y 60 reclutas, y ordenó que se formara una segunda compañía con otros 100 hombres al mando del capitán Agustín Martín Dacosta. El 16 de octubre las fuerzas cruzaron a la Bajada del Paraná (actual Paraná y entonces perteneciente a la ciudad de Santa Fe).
El 18 de diciembre se reunió el cabildo abierto, que nombró diputado a Tarragona.
El 10 de febrero de 1811 se crearon las juntas provinciales, instalada por Ruiz en Santa Fe el 23 de julio de 1811, Estuvo constituida por: José Ignacio Echagüe y Francisco Alsogaray. El 14 de febrero de 1812 asumió como teniente de gobernador el teniente coronel Juan Antonio Pereira, quien por orden del Primer Triunvirato disolvió la junta provincial.
El 5 de diciembre de 1812 asumió como teniente de gobernador el coronel Antonio Luis Beruti.
El 27 de febrero de 1812 Belgrano estableció las baterías Libertad e Independencia a orillas del río Paraná e hizo jurar ese día por primera vez la bandera nacional a sus soldados en Rosario,un territorio dependiente de la ciudad de Santa Fe por aquellos años.
El 3 de febrero de 1813 en las costas del Convento de San Lorenzo, el general José de San Martín libró su único combate en territorio argentino, que casi le cuesta la vida.
En junio de 1813 se hizo cargo de la tenencia de gobierno Luciano Montes de Oca hasta febrero de 1814, cuando le siguió brevemente el coronel Ignacio Álvarez Thomas y el 9 de mayo Eustoquio Díaz Vélez.

#### Autonomía provincial
El 20 de marzo de 1815 las fuerzas artiguistas comandadas por Manuel Francisco Artigas, Eusebio Hereñú y la flotilla fluvial de Luis Lanché desembarcaron en Santa Fe; tres días después, Díaz Vélez abandonó la ciudad.
El 2 de abril —mientras el Director Supremo de las Provincias Unidas del Río de la Plata, Carlos María de Alvear, caía por la rebelión de Álvarez Thomas (a la sazón al mando de un ejército enviado hacia Santa Fe para combatir José Gervasio Artigas, quien se oponía al gobierno central)— el jefe de la milicia local, Francisco Candioti, se hizo cargo pacíficamente del gobierno por nombramiento del cabildo, iniciando así la era de Santa Fe como provincia autónoma. El 26 de abril de 1815, la elección de Candioti fue ratificada por una elección popular. Esta etapa fue corta, ya que Candioti estaba enfermo y el 25 de junio lo suplantó interinamente Pedro Tomás de Larrechea, falleciendo Candioti el 27 de agosto.
Durante el interinato de Larrechea llegó desde Buenos Aires a Santa Fe al frente de un Ejército de Observación de 3000 hombres el general Juan José Viamonte, quien influyó para que el 2 de septiembre de 1815 el Cabildo santafesino restableciera la dependencia del gobierno de Buenos Aires, nombrando a Francisco Tarragona como teniente de gobernador.
Sin embargo, luego de la sublevación de Añapiré del 2 de marzo de 1816, los caudillos Mariano Vera y Estanislao López pusieron sitio a la ciudad, capitulando Viamonte el 21 de marzo. Depusieron al teniente de gobernador y proclamaron la soberanía de la provincia y su ingreso a la Liga de los Pueblos Libres, de Artigas.
Un nuevo ejército, comandado esta vez por Manuel Belgrano, fue enviado a Santa Fe por el nuevo Director Supremo interino, Ignacio Álvarez Thomas. Pero el 9 de abril de 1816 el general Eustoquio Díaz Vélez, con el apoyo de los oficiales y de las tropas, a fin de terminar con la guerra civil, acordó con los federales el Pacto de Santo Tomé y forzó al director sustituto a renunciar.
El 10 de mayo de 1816, Vera fue elegido gobernador y designó a López como comandante de armas.
El 28 de mayo de 1816 se firmó un tratado entre representantes de Buenos Aires y de Santa Fe por el que se acordó que Buenos Aires reconocería la autonomía de Santa Fe, fijando el límite entre ambas en el arroyo del Medio:

Artículo 1°. Se reconocerá por Buenos Aires, libre e independiente a la provincia de Santa Fe, hasta el resultado de la Constitución que debe dar el Soberano Congreso. Su territorio queda demarcado en el Arroyo del Medio: le serán dependientes los fuertes de la Esquina y Melincué, y el de Mercedes si se justifica haver sido de esta jurisdiccion (...)

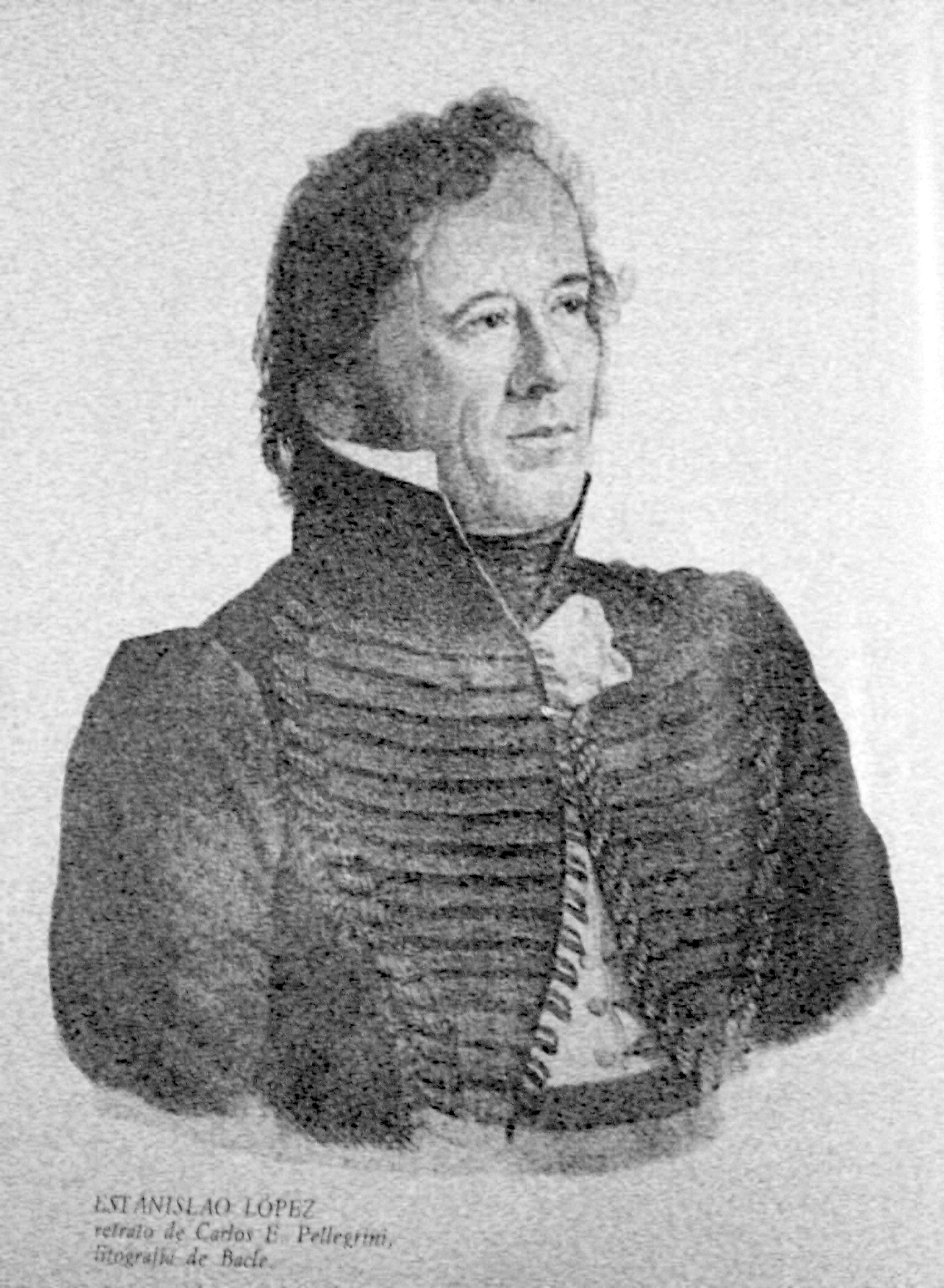
El brigadier Estanislao López, el Patriarca de la Federación es el prócer de la provincia

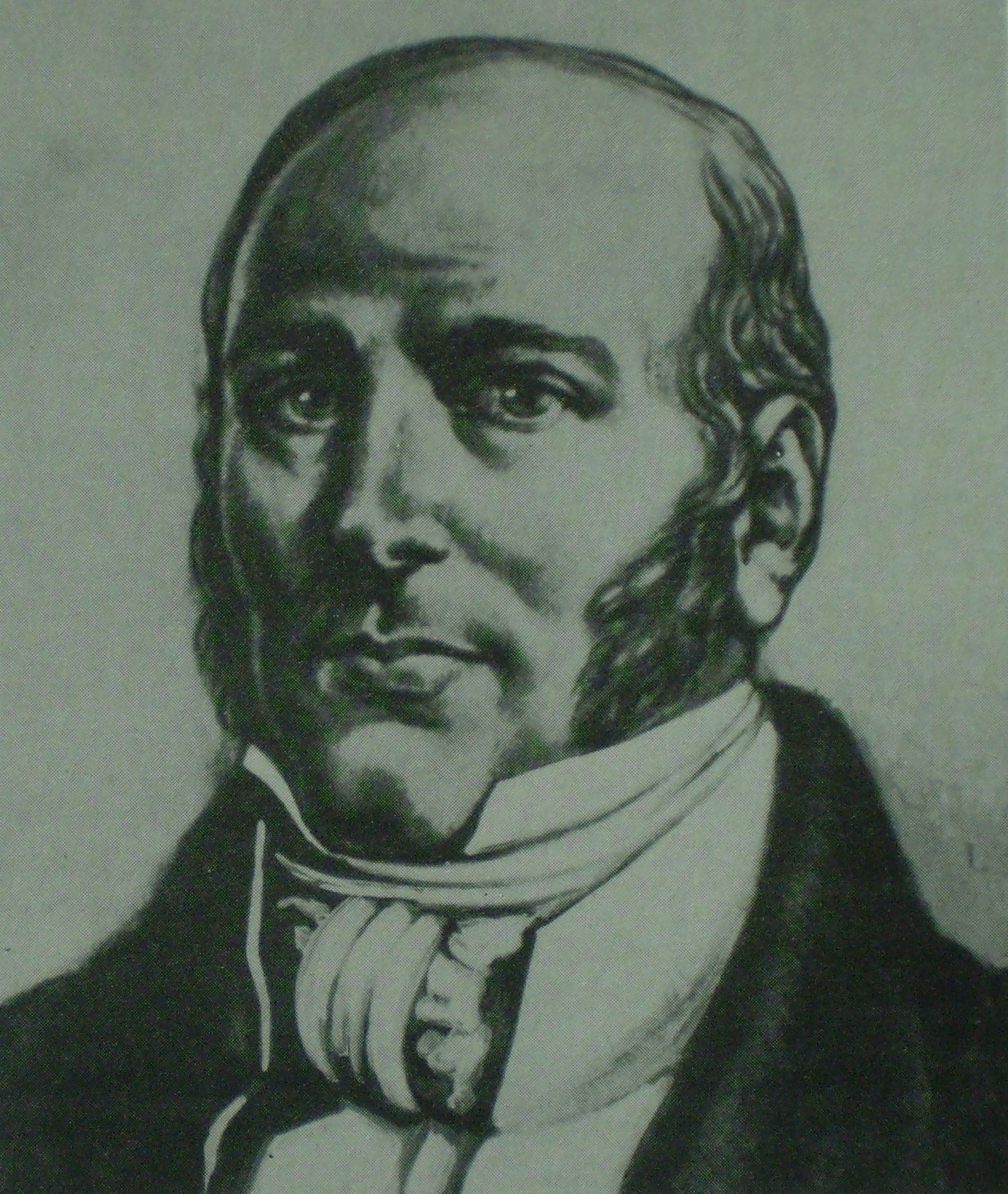
Domingo Cullen, 10° gobernador provincial.

Tras derrotar sin lucha una revolución en su contra, Vera presentó la renuncia a su cargo el 14 de junio de 1818. Tras varios días de indefinición, López asumió como gobernador el 1 de julio de 1818, siendo ratificado como gobernador el 8 de julio de 1819.
En 1818, López dictó una constitución provincial de carácter fuertemente conservador, luego de rechazar un proyecto propuesto por una asamblea provincial. Durante las luchas civiles de 1820, las tropas santafesinas fueron decisivas en la derrota del ejército porteño centralista. Así, con el tiempo, López fue convirtiéndose en el Patriarca de la Federación, estableciéndose como referente del partido Federal hasta su muerte en 1838.
Tras la muerte de López fue su secretario y mano derecha, Domingo Cullen el elegido como gobernador. Sin embargo, al ser Cullen un potencial rival del gobernador bonaerense y encargado de las relaciones exteriores de la Confederación, Juan Manuel de Rosas, este buscó y consiguió su captura y fusilamiento tras la negociación de Cullen con las fuerzas francesas que bloqueaban el puerto de Buenos Aires y por ende significaban una crisis para la economía exportadora de Santa Fe. De esta forma Cullen había desafiado la autoridad que Rosas deseaba significar, tras el derrocamiento, Rosas nombró al pro-rosista Juan Pablo López como gobernador. Este nuevo gobernador se mantuvo en el poder, alternándose con Pascual Echagüe, hasta la invasión de la provincia por el Ejército Grande de Justo José de Urquiza, en diciembre de 1851 y durante su mandato se adoptó una nueva Constitución Nacional, el 1 de mayo de 1853.
Luego de la Organización Nacional, la provincia vivió una era de paz, solo alterada por fuertes contiendas electorales entre las dos corrientes políticas: la federal seguidora de Urquiza y la nacional o liberal seguidora de Bartolomé Mitre.
Una ley del 26 de octubre de 1883, durante el gobierno del presbítero Manuel Zaballa, amplió a 9 el número de departamentos, subdividiendo los 4 originales. El departamento La Capital se dividió en: La Capital y Las Colonias; el departamento Rosario se dividió en: Rosario, San Lorenzo y General López; el departamento San Jerónimo se dividió en: San Jerónimo e Iriondo; el departamento San José (hoy Garay) se dividió en: San José y San Javier.
Por la Ley Nacional N.° 1.894 del 13 de noviembre de 1886, se aprobó el Convenio de Límites Interprovincial, firmado el 15 de septiembre de ese año en Buenos Aires, entre las provincias de Santa Fe y de Santiago del Estero que delimitó completamente las fronteras entre ambas y extendió el territorio de Santa Fe hasta el paralelo de 28°S, a expensas del Territorio Nacional del Chaco.
Una ley del 31 de diciembre de 1890 elevó a 18 el número de departamentos:
- La Capital (se subdividió en: La Capital, San Justo, Vera)
- Las Colonias (se subdividió en: Las Colonias, Castellanos, San Cristóbal)
- San Javier (se subdividió en: San Javier, Reconquista)
- San Jerónimo (se subdividió en: San Jerónimo, San Martín)
- Iriondo (se subdividió en: Iriondo, Belgrano)
- San Lorenzo (se subdividió en: San Lorenzo, Caseros)
- General López (se subdividió en: General López, Constitución)
- San José: pasó a denominarse Garay
- Rosario

### SigloXX
El 30 de octubre de 1907 se creó el Departamento 9 de Julio con partes de los de Vera y San Cristóbal.
La hegemonía política de los conservadores fue retada por la formación de nuevos partidos políticos: la Unión Cívica Radical y el Partido Demócrata Progresista, surgido desde la Liga del Sur, comandada por el rosarino Lisandro de la Torre. Asimismo fue de gran importancia nacional, en 1912, la creación de la Federación Agraria Argentina, a partir del Grito de Alcorta, por el pueblo santafesino de Alcorta, que reunió a los chacareros (productores agrícolas pequeños y medianos).
Con la reforma de la ley electoral en 1912 (Ley Sáenz Peña), Santa Fe fue la primera en aplicarla en sus elecciones de 1912, que dieron el triunfo por primera vez a la UCR, la cual gobernó hasta el golpe de 1930. En 1932 llegó al gobierno el PDP, con Luciano Molinas como gobernador.

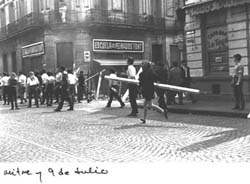
Una esquina céntrica durante el Rosariazo, por Carlos Saldi.

En la década de 1960 la provincia fue gobernada por la Unión Cívica Radical Intransigente (UCRI) (1958-1962) y la Unión Cívica Radical del Pueblo (UCRP) (1963-1966), ambas divisiones del radicalismo. En 1969, Santa Fe y Rosario fueron importantes en las protestas conocidas como Rosariazo, "Mendozazo", junto al legendario Cordobazo (ya que su punto más álgido se dio en la ciudad de Córdoba), dejando rastros en la memoria colectiva de la ciudad.
La ley nacional 22067 del 5 de septiembre de 1979, dispuso que el límite este se apoye en el canal de navegación del río Paraná, debido a ello, numerosas islas pasaron a la jurisdicción de Santa Fe, entre ellas: isla de los Pájaros, isla Pelada, isla Larga, isla La Paciencia, etc. Como consecuencia de la construcción del Puente Rosario-Victoria y sucesivos dragados, esa línea de navegación se ha modificado con el transcurso del tiempo. A causa de esa modificación existen diferencias sobre la jurisdicción de algunas islas, principalmente dos ubicadas frente a las localidades santafesinas de Capitán Bermúdez y de Granadero Baigorria, pero administradas por Entre Ríos, en donde Santa Fe sostiene que el límite corre por el Canal Destilería y Entre Ríos, por el cauce principal del Río Paraná. También existe la disputa sobre la isla "El Banquito", situada frente al puerto de Rosario.

### SigloXXI

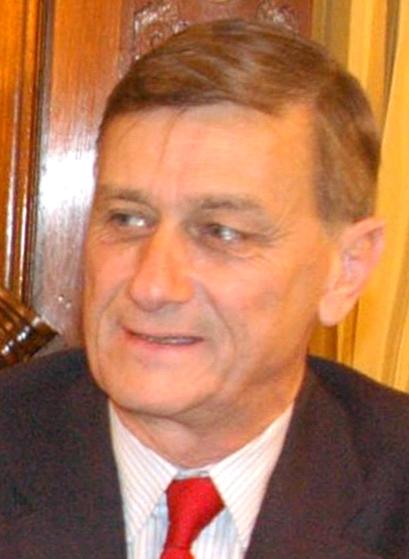
Hermes Binner: primer Gobernador socialista de la Argentina.

Tras la recuperación de la democracia, en 1983, la provincia fue gobernada por Partido Justicialista. No obstante que en las elecciones de 2003 el candidato más votado fue el socialista Hermes Juan Binner, no llegó al poder por ley electoral llamada Ley de lemas. En el sistema de doble voto simultáneo y acumulativo, tal como se lo llama de forma oficial, donde cada partido que se presenta a elecciones es un lema. Este lema puede estar integrado por muchos sublemas, es decir, distintas listas dentro del mismo partido. Resulta electo el sublema que dentro del lema más votado obtenga la mayor cantidad de votos. Fue derogada en 2004 por el gobernador del Partido Justicialista Jorge Obeid.
Ya sin la Ley de Lemas, en las elecciones del 2 de septiembre de 2007, Binner, como representante del Frente Progresista Cívico y Social, obtuvo la gobernación con el 48,6 % de los votos (856 641 votos) venciendo al candidato oficialista Rafael Bielsa (Frente para la Victoria) que obtuvo el 38,79 % de los votos (683 659 votos). Binner es el primer gobernador socialista de la historia argentina y es el primero que pertenece a un partido diferente al Partido Justicialista, luego de 24 años de gobierno consecutivos en Santa Fe.
En las elecciones provinciales del 24 de julio de 2011 el FPCyS (Frente Progresista Cívico y Social)logró, por escaso margen, retener la gobernación, siendo elegido gobernador el socialista Antonio Bonfatti, ministro de Gobierno de Hermes Binner. Sin embargo, por primera vez desde que se reformó la Constitución, quien ganó la elección ejecutiva perdió el control de la cámara de diputados. Así el gobernador enfrenta un poder legislativo mayoritariamente opositor.

## Gobierno

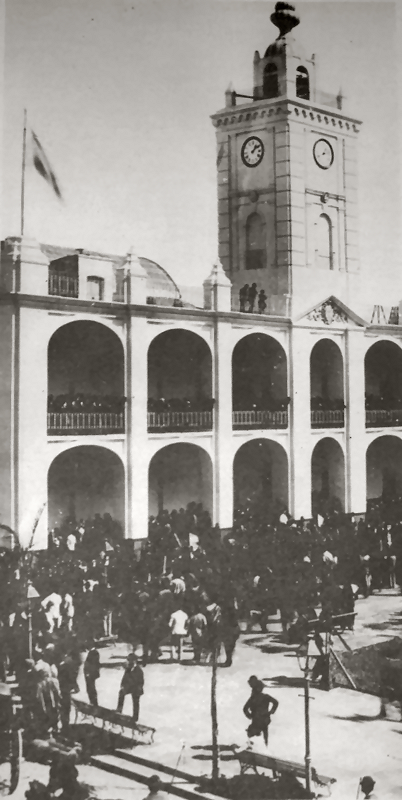
Ex sede de la Gobernación de Santa Fe.

La provincia se encuentra dividida en 19 departamentos.
- Poder ejecutivo está a cargo de un gobernador, elegido democráticamente cada cuatro años, sin posibilidad de reelecciones consecutivas. Casa de Gobierno de la Provincia de Santa Fe en la ciudad de Santa Fe

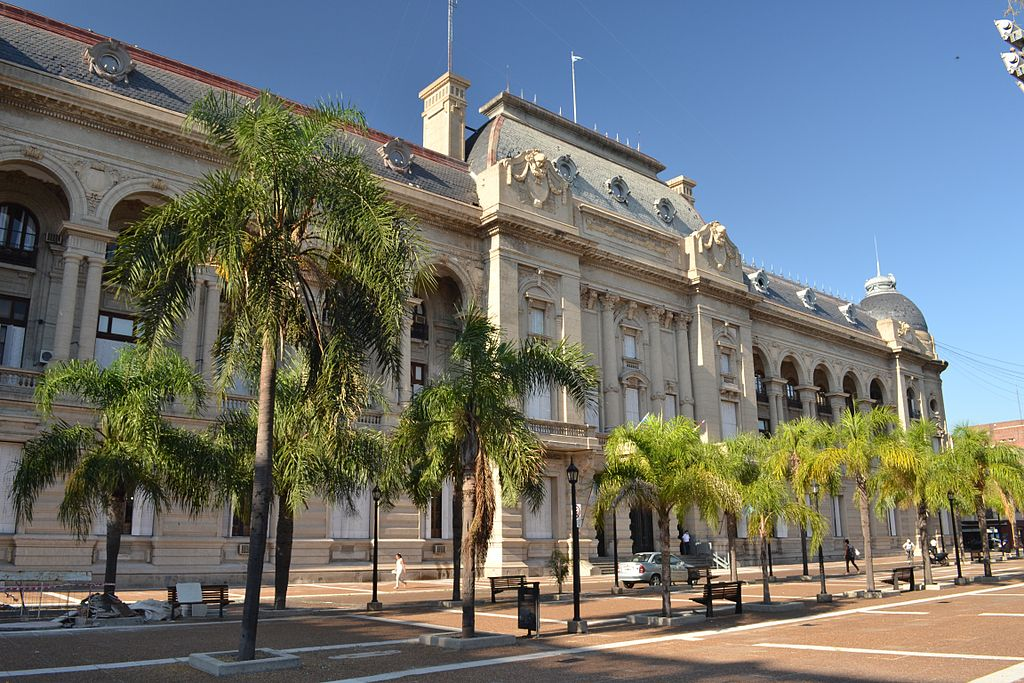
Casa de Gobierno de la Provincia de Santa Fe en la ciudad de Santa Fe

- Poder legislativo se personifica en la Legislatura, dividida en dos cámaras:
  - Senado, formado por 19 senadores, uno por cada departamento.
  - Cámara de Diputados, formada por 50 diputados elegidos en su totalidad cada cuatro años. De estos, 28 corresponden al partido que hubiera conseguido más votos y los restantes 22 se proporcionan entre el resto. Esta desigualdad representativa se ha dado en conocer como "la mayoría automática", porque le permite al partido del poder controlar la legislación prescindiendo de la oposición.

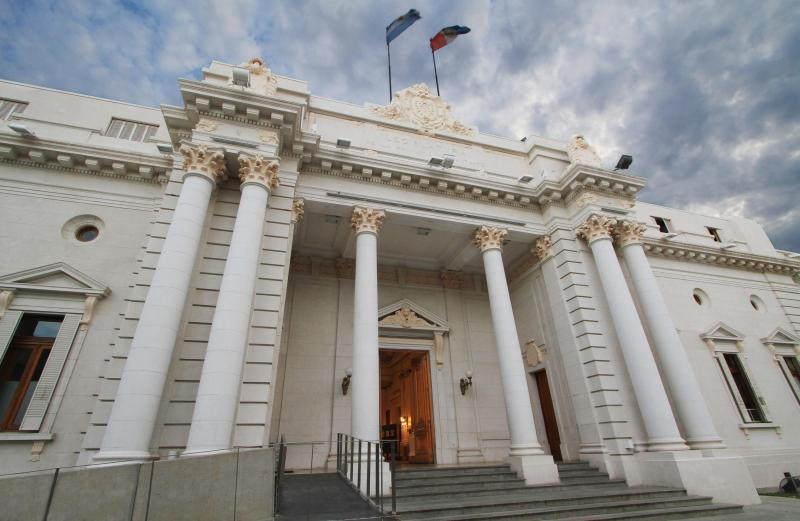
Legislatura de la Provincia de Santa Fe con sede en Santa Fe Capital

- Poder judicial se forma por la Corte Suprema y tribunales inferiores.

Los departamentos carecen de cualquier forma de gobierno o administración autónoma, siendo el segundo nivel de gobierno el municipal. La provincia se divide en multitud de municipios y comunas. Los municipios son gobernados por un Concejo y un Departamento Ejecutivo encabezado por un intendente. Ambos son elegidos por el pueblo cada cuatro años, siendo el Concejo renovado por mitades cada dos años. Las comunas son administradas por una Comisión Comunal, formada por tres o cinco miembros, dependiendo de la población de la comuna. La Comisión elige su presidente comunal, que hace las veces de intendente. Existe también una Comisión de Contralor de Cuentas y una Junta de Mayores Contribuyentes, con funciones eminentemente electorales, formada por las 25 personas físicas que más contribuyen al fisco provincial. Las autoridades comunales son electas cada dos años.

### Constitución
Su primera constitución, de 1819, fue otorgada por Estanislao López, luego de rechazar un proyecto presentado por una Junta de Representantes. De carácter paternalista, con el tiempo fue adaptándose para darle más poder a la legislatura.
La 2.ª constitución, de 1841, fue de un carácter más moderno, similar al del resto de las provincias argentinas.
La 3.ª de 1853, fue adoptada con los requisitos impuestos por la Constitución Nacional. Fue reformada en 1863, 1872 y 1890, en las cuales se creó el cargo de vicegobernador y se aumentó el período de gobierno a cuatro años.
La constitución de 1900, reformada en 1907, tuvo vigencia en tres períodos: 1900-1932, 1935-1946 y 1955-1962. Fue suplantada en dos oportunidades, en la primera por la constitución de 1921 y en la segunda por la de 1949.
En 1921 se sancionó una nueva constitución, pero la misma fue vetado por el gobernador Enrique Mosca, porque la convención había excedido los 90 días que la ley le había otorgado para realizar la reforma. Fue puesta en vigencia en 1932 por el gobernador Luciano Molinas, del Partido Demócrata Progresista, el cual había sido inspirador de gran parte de las reformas de 1921. Tras la intervención federal de 1935, se volvió a la constitución anterior.
En 1949 se dictó una nueva constitución en el espíritu de la reforma de la Constitución Nacional. Esta fue derogada tras el golpe de Estado de 1955.
La actual constitución, de 1962, fue aprobada el 14 de abril con gran consenso en su momento e incorporó muchas de las reformas que habían sido incluidas en la constitución de 1921. Actualmente está en estudio la reforma de la constitución provincial, la cual podría llevarse a cabo en los próximos años.

## Geografía

### Aspectos geográficos

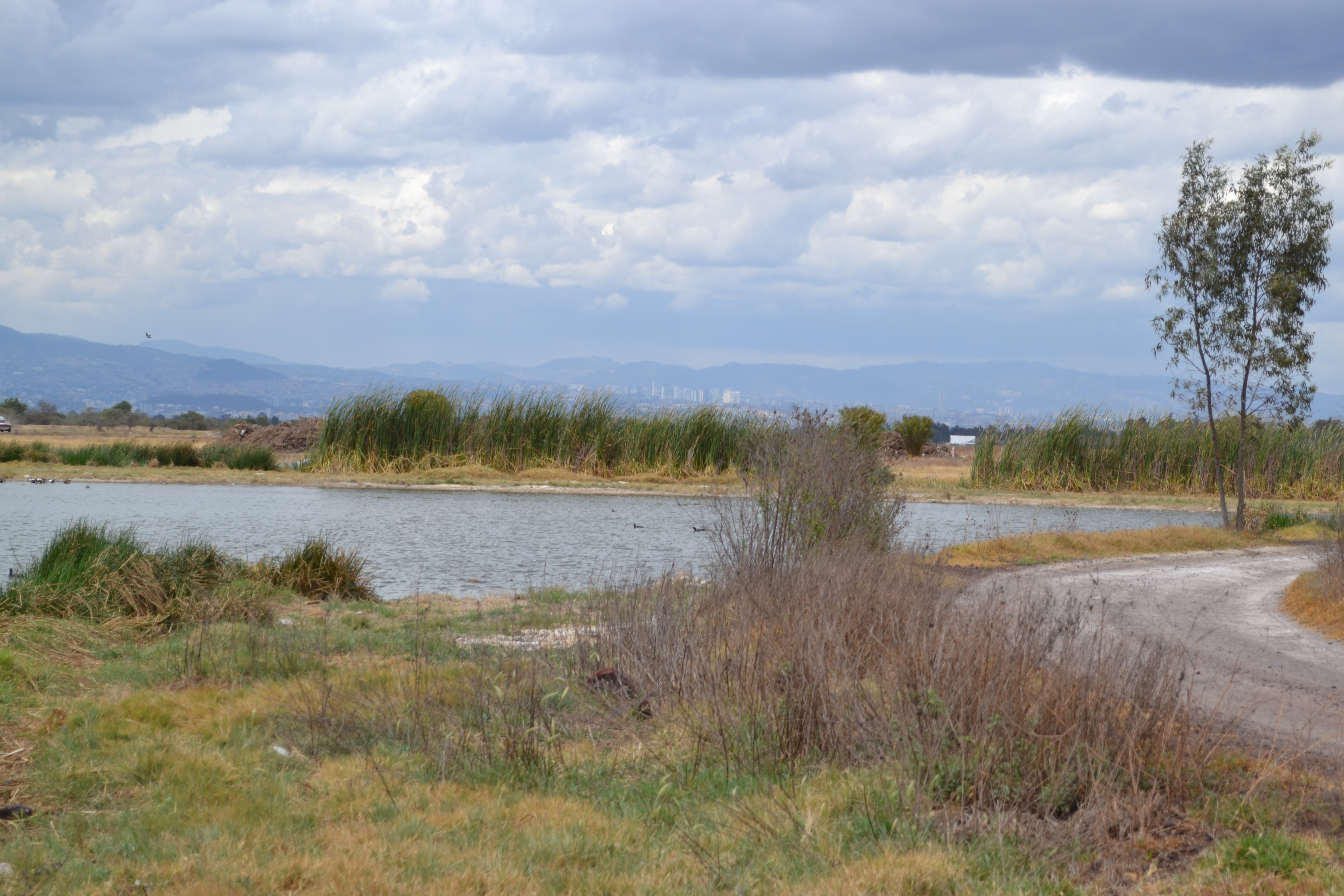
Se muestra una vista de la ciudad desde el humedal.

Si bien es una provincia mediterránea, tiene salida al mar mediante el río Paraná, luego devenido en el Río de la Plata. Por su extensión es la décima provincia argentina. Se extiende por una vasta llanura. El río Salado señalaría la separación aproximada entre la zona norte, incluida en la región chaqueña, y la zona sur que pertenece a la llanura pampeana. Dicha llanura es el producto de la acumulación de sedimentos del macizo de Brasilia, durante la era precámbrica. Las partes más elevadas se encuentran al oeste de la provincia. Al sur de la capital provincial, la costa del río Paraná presenta altas barrancas.

### Relieve
El relieve santafesino es una extensa llanura inclinada en dirección noroeste-sudeste, cuyos sedimentos han ido colmando una gran fosa tectónica de hundimiento. Se diferencia en sus zonas norte y sur, las que integran las regiones chaqueña y pampeana respectivamente, presentando diversos aspectos: las subregiones del Chaco Oriental y de la Diagonal Fluvial de la Región Chaqueña, y las subregiones de la Pampa del Norte o de la Colonia y de la Pampa Ondulada en la mitad sur y sudeste.
El Chaco Oriental, conocido también como los Bajos Submeridionales, está caracterizado por la uniformidad de los suelos, en donde la falta de drenaje causa la formación de cañadas, lagunas y zonas anegadizas, en coincidencia con los períodos de mayores precipitaciones.
En la diagonal fluvial, en el noroeste provincial, existe un relieve plano con una suave inclinación hacia el sur y el este lo cual condiciona el sentido del escurrimiento de los numerosos arroyos, cañadas y lagunas que los surcan. Allí se genera una formación arbórea conocida como cuña boscosa.
El relieve de transición en el centro provincial, suavemente ondulado a plano o deprimido en las cercanías de los arroyos y los ríos como el río Salado, y en donde se presentan desde bosques bajos hasta amplias sábanas de pastizales y pajonales, marca el nexo con la zona pampeana del sur. La Pampa norte que se abre a partir de aquí es caracterizada por la monótona llanura solo interrumpida por los ríos, arroyos y suaves lomadas.
Por último la Pampa Ondulada, situada al sudeste del río Carcarañá, es una franja litoral que topográficamente se caracteriza por estar a menos de 100 m sobre el nivel del mar; presentando ondulaciones suaves con desniveles inferiores a 5 metros y valles fluviales abarrancados, aterrazados y meandrosos.
El punto más alto de la provincia se sitúa en el área rural de la localidad de Armstrong (32°59′35.6″S 61°40′33″O / -32.993222, -61.67583), al sudoeste de la provincia, con una altitud de 133 m s. n. m.

### Sismicidad
La provincia responde a las subfallas «del río Paraná», y «del río de la Plata», y a la falla de «Punta del Este», con sismicidad baja. Sus últimas expresiones se produjeron además del sismo de 1948, el 5 de junio de 1888 (137 años), a las 3.20 UTC-3, con una magnitud aproximadamente de 5,0 en la escala de Richter (terremoto del Río de la Plata de 1888).

### Hidrografía

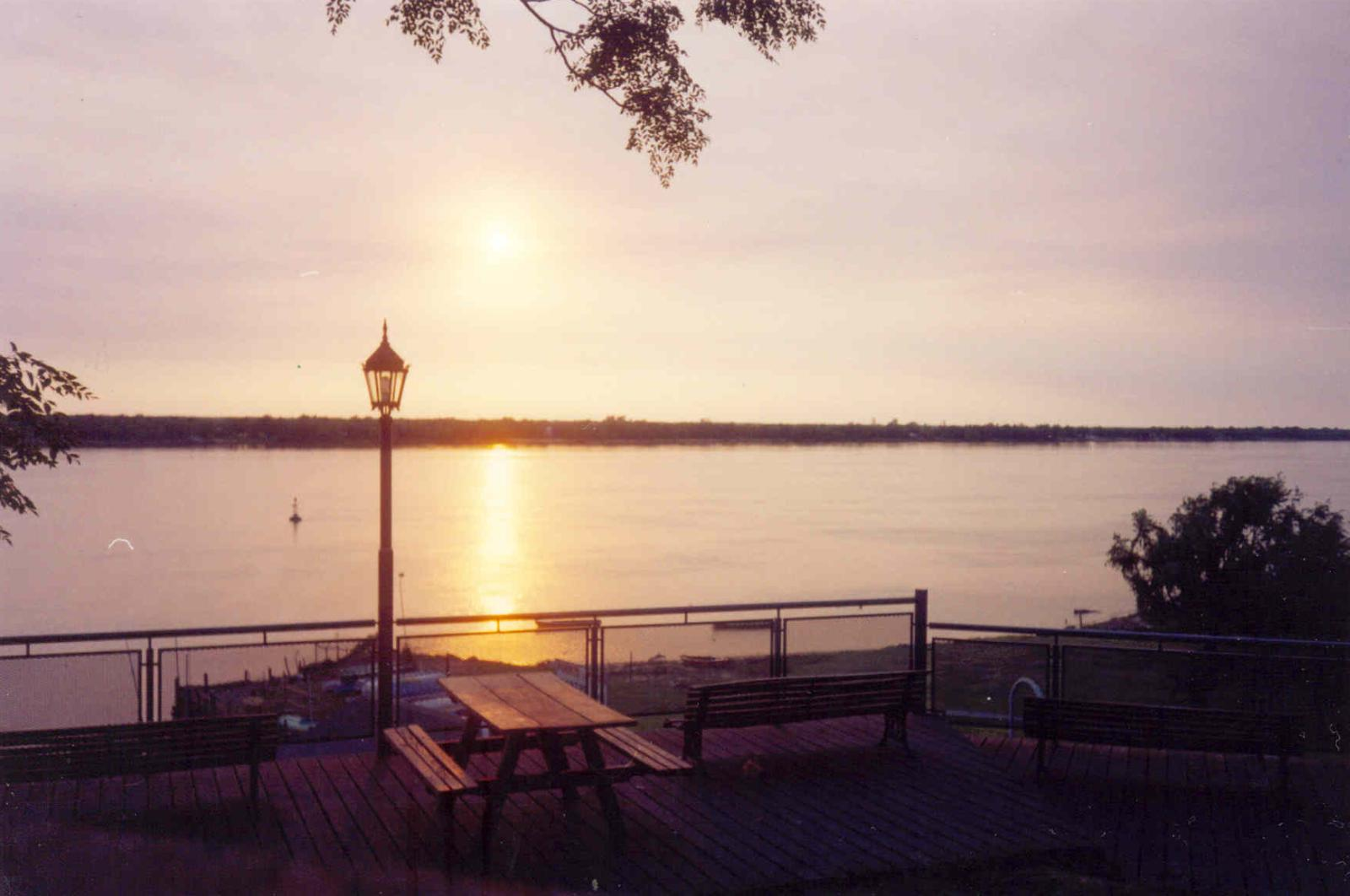
Vista del río Paraná desde la ciudad de Rosario.

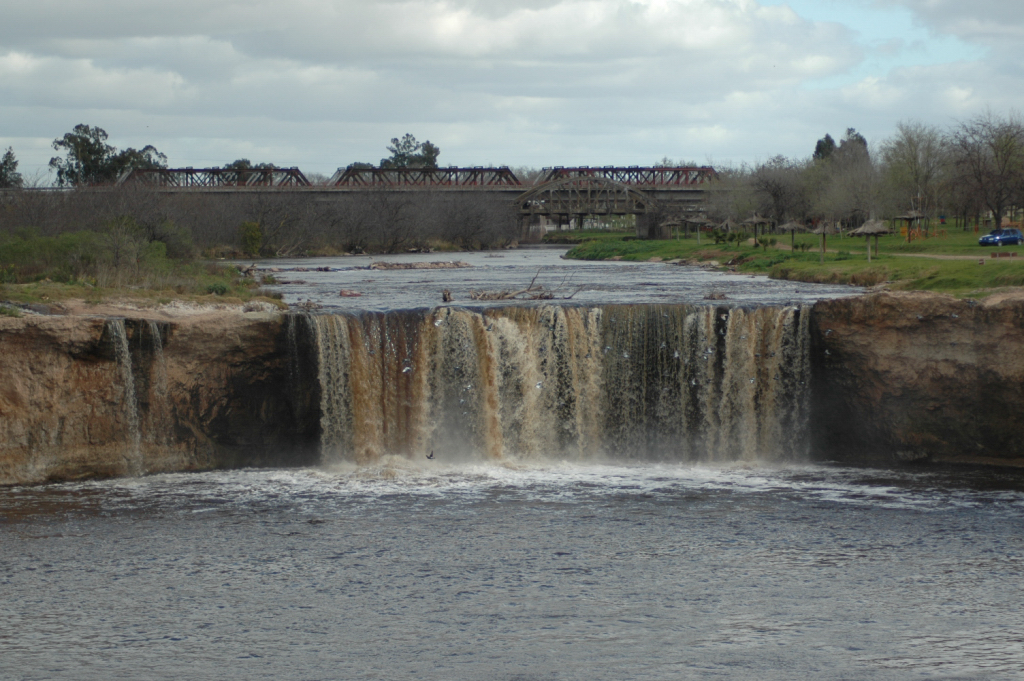
Cascada del arroyo Pavón (Santa Fe).

La hidrografía presenta como rasgo destacado la presencia del río Paraná, que también cumple la función de límite provincial. Además existen numerosos ríos "tributarios", entre ellos el Salado del Norte, Carcarañá y Arroyo del Medio desde la costa oeste. Todo el territorio santafesino, por su pendiente, pertenece a la cuenca del río Paraná y por este a la del Río de la Plata. Solo muy pocos cursos de agua, localizados en un pequeño sector del oeste provincial, de pobre caudal, desaguan en la laguna cordobesa de Mar Chiquita, ubicada dentro de la extensa cuenca sin desagüe que se extiende en diagonal desde la Puna hasta el sudoeste bonaerense.
En la región norte y central, amplios cañadones y vaguadas con franco declive hacia el sur encauzan a las lentas corrientes fluviales a seguir paralelas al Paraná por muchos kilómetros, originando en su recorrido lagunas y bañados. El curso del río Salado es un ejemplo del comportamiento de las aguas superficiales en esta parte de la provincia.
En la región sur los ríos y arroyos, como el Saladillo, Pavón y el del Medio siguen la corriente de oeste a este que los lleva en corto recorrido al Paraná.
El río Salado, luego de recorrer las provincias de Salta, Catamarca, Tucumán y Santiago del Estero, al entrar en Santa Fe recibe numerosos canales y cursos de agua originados en lagunas y cañadas: ríos Calchaquí, arroyos Las Conchas, San Antonio y Cululú, desembocando finalmente en el Río Coronda, brazo del Paraná al sur de la ciudad de Santa Fe. Presenta una creciente estival y una bajante que abarca el resto del año.
La cuenca del río Carcarañá, se extiende parcialmente en una delgada franja transversal del sur santafesino, y sus dos principales afluentes son los ríos Tercero y Cuarto, con el mismo régimen de alimentación pluvial. El canal San Antonio, el arroyo de las Tortugas y la Cañada de Santa Lucía, luego de establecer por más de 150 km, el límite entre Córdoba y Santa Fe, escurren sus aguas en el río Carcarañá. Este recibe por margen izquierdo la Cañada de Gómez, recorre caudales y saltos, afloramientos de tosca, se vuelve abarrancando y desagua en el Río Coronda, al sur de Gaboto.

### Clima
La provincia está dividida en 2 sectores bien diferenciados en el norte y centro se halla la zona chaqueña de clima tropical seco, este se caracteriza por las temperaturas elevadas durante todo el año y un invierno muy suave y de corta duración. La cantidad precipitaciones varía de acuerdo con la estación del año, ya que los veranos son mucho más lluviosos que los inviernos. Como el relieve de Santa Fe es llano, los vientos pueden ingresar a la provincia sin ninguna dificultad. Uno de ellos es el viento Norte, que al soplar provoca un ascenso de la temperatura en toda la región.
Entre la vegetación originaria o nativa, adaptada a las condiciones climáticas, se destaca, en el norte de la provincia, el bosque chaqueño. La cantidad y variedad de especies de árboles disminuye hacia el oeste, donde la humedad y las precipitaciones son más escasas. Las temperaturas anuales cuyo promedio es de 21 °C y precipitaciones entre 800 y 1.100 milímetros anuales, que disminuyen hacia el oeste. Mientras que a medida que dirige hacia el sur el clima se torna templado pampeano, con precipitaciones que alcanzan los 1000 mm, las temperaturas en la provincia en especial en el norte provincial suelen pasar los 45 °C, mientras que en el invierno son comunes las heladas en especial en el sur provincial, en la provincia son comunes los vientos característicos de la región central del país, el viento pampero, sudestada y norte o tropical. Este clima se caracteriza por las temperaturas más moderadas y por presentar claramente las cuatro estaciones. Y, si bien las precipitaciones son suficientes, llueve menos a medida que nos dirigimos hacia el oeste. En invierno suelen registrarse temperaturas muy bajas, en especial cuando avanza sobre la provincia una masa de aire frío o polar que proviene del sur del país. En estas ocasiones, la temperatura desciende a menos de 0 °C y llegan a producirse algunas heladas, pero no es común que nieve. La vegetación natural en la llanura templada es el pastizal (formado por pastos), aunque en la actualidad ha sido reemplazado pro una variedad de cultivos, entre los que se encuentran especies para alimentar a los ganados
En el área sur prevalece un clima templado con características pampeanas: no registra calor extremo ni frío intenso. La humedad es abundante debido a las precipitaciones, que son más intensas en verano y caen armónica y regularmente durante todo el año. cabe mencionar, además, otras zonas que poseen climas diferentes. En la región lindera con Santiago del Estero se presenta el clima tropical con estación seca; la variación de la temperatura es acentuada entre las estaciones y las lluvias predominan en verano. El clima tropical sin estación seca se localiza en el noreste de la provincia, donde las lluvias son abundantes durante todo el año (superan los 1000 milímetros) y no hay grandes cambios en la temperatura, cuyo promedio es de 20 °C.

### Flora y fauna
Las condiciones autóctonas de la flora santafesina ha sufrido cambios por la acción del avance de los cultivos, a lo que se ha sumado la introducción de árboles exógenos, como: paraíso, álamo, eucalipto, acacia, pino, plátano.
En la región norte y boscosa abundan los quebrachales y otros árboles de maderas duras, que forman montes tupidos.
En la pradera del sur reina el ombú interrumpiendo el interminable mar de pasturas verdes, mientras que a orillas de los ríos, crecen sauces, ceibales, aromitos, ombúes, laureles, aguaribayes y algarrobos. Entre las hierbas características de la región encontramos yuyo colorado, manzanilla, malva, verbena, alfilerillo, cepa caballo, abrojo, cicuta y cardo.
Los animales autóctonos, naturalmente escasos en número en esta región, fueron siendo raleados por la expansión agroganadera. Entre la casi extinta fauna autóctona se destacan el venado, el zorrino, el ñandú, el peludo, la mulita, el zorro pampeano, la vizcacha, el puma y el gato de los pajonales. Al lado de estas especies, y junto al río Paraná se pueden encontrar serpientes yarará, lagartos, batracios y aves como el carancho (Caracara plancus), perdices, chorlos, lechuzas, búhos, colibríes, horneros, benteveos y tordos.
La fauna ictícola que se desarrolla en el río Paraná a la altura de la provincia de Santa Fe está compuesta por más de 200 especies. De ellas se destacan diversas clases de peces como: dorado (Salminus brasiliensis), armado, surubí (Pseudoplatystoma), patí (Luciopimelodus pati), mojarra, sábalo (Prochilodus lineatus), manduví (Ageneiosus valenciennesi), amarillo, boga (Leporinus obtusidens), pacú (Piractus mesopotamicus) y moncholo.

### Áreas naturales protegidas
La provincia de Santa Fe cuenta con el parque nacional Islas de Santa Fe (2900 ha en el departamento San Jerónimo), y un grupo de áreas naturales protegidas por la Dirección General de Ecología y Protección de la Fauna, y el sitio RAMSAR Jaaukanigás (492 000 en el departamento General Obligado).
Áreas naturales protegidas:
- Reserva provincial La Loca (departamento Vera) - 2169 ha - propiedad provincial
- Reserva provincial Cayastá (departamento Garay) - 299,9749 ha - propiedad provincial
- Reserva provincial Virá-Pitá (departamento General Obligado) - 615 ha - propiedad provincial
- Parque provincial Del Medio-Los Caballos (departamento San Javier) - 2050 ha - propiedad provincial
- Reserva Potrero 7-b (Los Quebrachales) (departamento Vera) - 2000 ha - propiedad provincial
- Reserva Escuela Granja de Esperanza (departamento Las Colonias) - 33 ha - propiedad de la Universidad Nacional del Litoral
- Reserva La Norma (departamento San Javier) - 6170 ha - propiedad privada
- Reserva La Loma del Cristal (departamento Vera) - 114 ha - propiedad privada
- Reserva provincial Don Guillermo (departamento Vera) - 1431 ha propiedad privada
- Reserva El Estero (departamento San Javier) - 4000 ha - propiedad privada
- Reserva provincial Campo Salas (departamento General Obligado) - 9897 ha - propiedad privada
- Reserva provincial de uso múltiple Lagunas y Palmares (departamento Vera) - 4052 ha - propiedad privada
- Reserva Laguna La Salada (departamento General López) - 200 ha - propiedad privada en comodato de la municipalidad de Rufino
- Reserva Los Médanos (departamento General López) - 7,38 ha - propiedad de la municipalidad de Rufino
- Reserva Isla del Sol (departamento Constitución) - 120 ha - propiedad de la municipalidad de Villa Constitución
- Reserva Fundación Federico Wildermuth (departamento San Martín) - 1283 ha - propiedad privada
- Reserva Humedal Melincué (departamento General López) - 12 000 ha - propiedad provincial
- Reserva natural El Fisco (departamento San Cristóbal) - 1573 ha - propiedad provincial
- Reserva provincial El Rico (departamento San Jerónimo) - 2600 ha - propiedad provincial

## División administrativa
La provincia se divide en departamentos, y estos a su vez en distritos, aunque en algunos casos los distritos se extienden por más de un departamento: los distritos Cafferata y Cañada del Ucle del departamento General López abarcan también parte del departamento Caseros, los distritos Chañar Ladeado y Gödeken del departamento Caseros abarcan partes del departamento General López y el distrito Firmat del departamento General López incluye también parte de los departamentos Caseros y Constitución. Además los distritos: Arminda, Coronel Arnold, Funes, Ibarlucea y Zavalla, se extienden entre los departamentos Rosario y San Lorenzo. Cada municipio o comuna está comprendido en un solo distrito. Para una enumeración completa de los municipios y comunas.
Los departamentos tienen una función estadística, electoral y organizativa de los organismos de nivel provincial, como por ejemplo, la policía. La provincia utiliza el sistema de ejidos colindantes para sus municipios, por lo que estos abarcan todo el territorio provincial. La Constitución santafesina no reconoce la autonomía municipal consagrada en la Constitución Nacional en 1994.

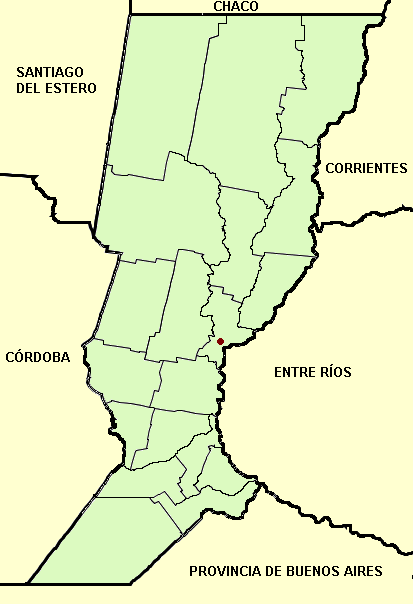
División administrativa de la provincia de Santa Fe y su capital.

Departamentos de la provincia argentina de Santa Fe ordenados según su número de habitantes. (Censo 2010).
|    | Departamento     | Población | Superficie | Hab.p/km² |
| -- | ---------------- | --------- | ---------- | --------- |
| 1  | Rosario          | 1.342.619 | 1.890      | 631,5     |
| 2  | La Capital       | 573.448   | 3.055      | 171,9     |
| 3  | General López    | 191.024   | 11.558     | 16,5      |
| 4  | Castellanos      | 178.092   | 6.600      | 27,0      |
| 5  | General Obligado | 176.410   | 10.928     | 16,1      |
| 6  | San Lorenzo      | 157.255   | 1.867      | 84,2      |
| 7  | Las Colonias     | 104.946   | 6.439      | 16,3      |
| 8  | Constitución     | 86.910    | 3.225      | 23,8      |
| 9  | Caseros          | 82.100    | 3.449      | 23,0      |
| 10 | San Jerónimo     | 80.840    | 4.282      | 18,9      |
| 11 | San Cristóbal    | 68.878    | 14.850     | 4,6       |
| 12 | Iriondo          | 66.675    | 3.184      | 20,9      |
| 13 | San Martín       | 63.842    | 4.860      | 13,1      |
| 14 | Vera             | 51.494    | 21.096     | 2,4       |
| 15 | Belgrano         | 44.788    | 2.386      | 18,8      |
| 16 | San Justo        | 40.904    | 5.575      | 7,3       |
| 17 | San Javier       | 30.959    | 6.929      | 4,5       |
| 18 | Nueve de Julio   | 29.832    | 16.870     | 1,8       |
| 19 | Garay            | 21.625    | 3.964      | 5,3       |

### Regiones
A partir de 2008 la provincia de Santa Fe, en un proceso de descentralización administrativa, se dividió territorialmente en 5 regiones en el ámbito del Plan Estratégico Provincial (PEP). Cada región posee un Nodo y cada uno de estos un centro cívico. La Regionalización permite integrar territorios anteriormente desconectados, y equilibrar las capacidades del Estado en toda la provincia). En los centro cívicos se realizan asambleas ciudadanas anuales.
Las cinco regiones en las que se organizó la provincia son: Región 1 – Nodo Reconquista; Región 2 - Nodo Rafaela; Región 3 - Nodo Santa Fe; Región 4 - Nodo Rosario; Región 5 – Nodo Venado Tuerto.

### Región Centro

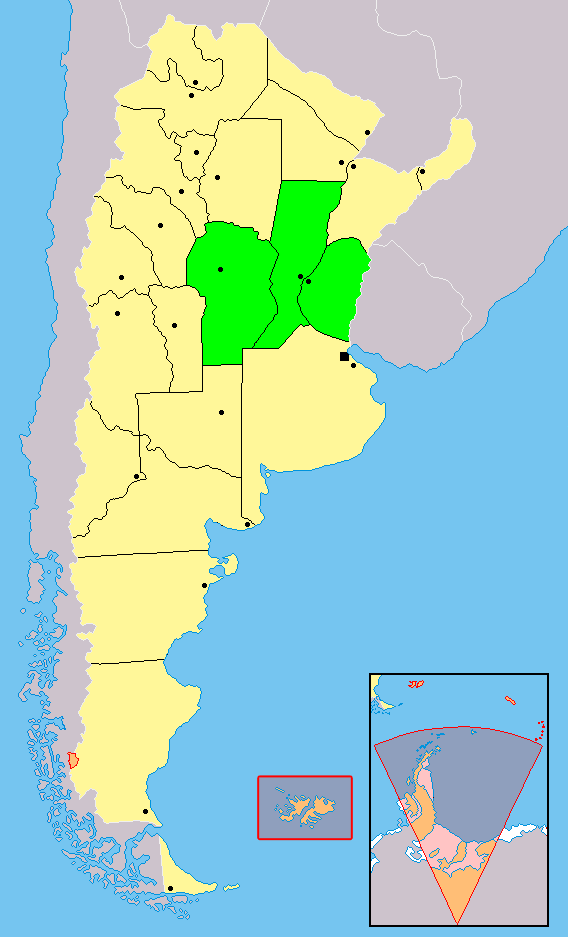
Mapa de la Región Centro.

Las provincias de Córdoba y de Santa Fe firmaron el 15 de agosto de 1998 el Tratado de Integración Regional entre las Provincias de Córdoba y de Santa Fe "con el fin de promover el desarrollo económico y social en virtud de lo establecido en el Art. 124 de la Constitución Nacional y el desarrollo humano, la salud, la educación, la ciencia, el conocimiento y la cultura..."
El 6 de abril de 1999 se firmó el Acta de Integración de la Provincia de Entre Ríos al Tratado de Integración Regional con lo que quedó configurada la Región Centro.

## Demografía

Pirámide de población de Santa Fe, según el Censo de 2022.

El censo nacional 2010 estableció una población de 3 200 736. La mayor parte de la población santafesina se concentra en el sur y centro de la provincia. El centro de mayor concentración poblacional y económico es la ciudad de Rosario (población, 1.198.528 hab. en 2010), en el sur santafesino, representando un 37,4 % de concentración de la población total provincial. Le siguen, en población, Santa Fe de la Vera Cruz (653 073 hab.) capital de la provincia, la cual reúne un 16,14 % de la población santafesina (2001); Rafaela (100 000 hab.), centro de la industria láctea nacional; Venado Tuerto (82 000 hab.), centro regional del sur de la provincia; Villa Gobernador Gálvez (78 000 hab.), parte de la aglomeración de Rosario; Reconquista (77 000 hab.), la ciudad más grande del norte santafesino; Santo Tomé (66 000 hab.), parte del conurbano de Santa Fe; entre otras 8 ciudades de más de 25 000 habitantes.

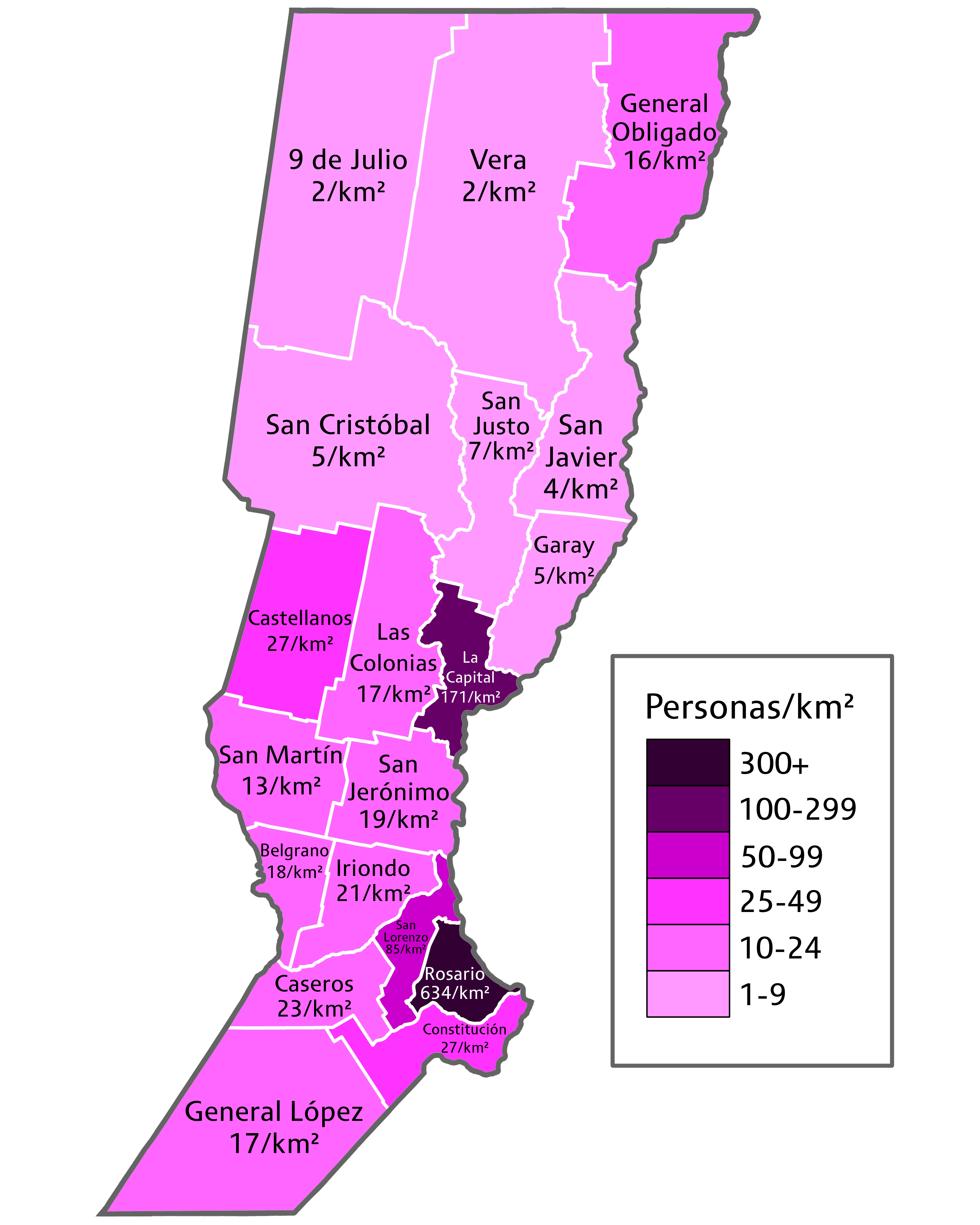
Densidad de población (Censo 2010).

El origen de la población es principalmente europeo, descendiente de la gran ola de inmigración de 1850-1950, entre la cual destacan principalmente los descendientes de italianos (piamonteses), españoles, y en menor medida de suizos, alemanes y franceses, entre otros, distribuidos en diversas colonias a lo largo de la provincia. Desde 1970, Rosario es una ciudad de gran atracción para migrantes internos, principalmente del norte santafesino y del resto de las provincias del norte. Entre ellos se destaca el gran contingente toba, proveniente de la limítrofe provincia del Chaco.
| Grupo     | Origen principal                               |
| --------- | ---------------------------------------------- |
| Italianos | Piamonte, Liguria, Lombardía, Véneto y Sicilia |
| Españoles | Galicia, Asturias, Castilla y Andalucía        |
| Suizos    | Cantones de Valais, Friburgo y Berna           |
| Alemanes  | Baviera, Baden y Hesse                         |
| Franceses | Pirineos, Alsacia y Saboya                     |
| Belgas    | Flandes                                        |

### Grupos étnicos

#### Inmigración europea
La provincia de Santa Fe, ha sido un punto neurálgico de la gran inmigración europea en Argentina desde mediados del siglo XIX. Diversos grupos étnicos, especialmente italianos, suizos, españoles y alemanes, se establecieron en la región, dejando una huella profunda en su desarrollo económico, social y cultural. A continuación, se detallan las principales comunidades inmigrantes y su impacto en la provincia.

#### Italianos
La inmigración italiana fue la más numerosa en argentina. En Santa Fe, los italianos comenzaron a llegar en grandes cantidades desde la década de 1860, provenientes principalmente del norte de Italia (Piamonte, Liguria, Lombardía, Friul-Venecia Julia y Véneto). Posteriormente, también arribaron desde el sur, incluyendo regiones como Campania, Calabria y Sicilia.
Los italianos se establecieron en colonias agrícolas como Esperanza, San Carlos y Rafaela, así como en ciudades como Rosario. Se dedicaron principalmente a la agricultura, la construcción y el comercio. En Rosario, hacia 1980, los descendientes de italianos representaban casi el 65% de la población.
La influencia italiana es evidente en la arquitectura, la gastronomía y las tradiciones locales. Además, se desarrolló una hibridación lingüística entre el español y los dialectos italianos, especialmente en zonas rurales.

#### Suizos
Los suizos comenzaron a llegar a Santa Fe en 1856, motivados por crisis económicas y políticas en Europa. Provenían principalmente de los cantones de Valais, Friburgo y Berna. Fundaron colonias como Esperanza, San Jerónimo Norte, San Carlos y Humboldt. Se dedicaron a la agricultura y contribuyeron significativamente al desarrollo económico de la provincia. Los suizos introdujeron prácticas agrícolas avanzadas y fomentaron la educación y la organización comunitaria. Su legado perdura en las tradiciones y festividades locales.

#### Españoles
Los españoles llegaron en diversas oleadas, provenientes de regiones como Galicia, Asturias, Castilla y Cataluña. Muchos se asentaron en zonas rurales de Santa Fe, dedicándose a la agricultura y al comercio.
En Rosario, la comunidad española tuvo una presencia significativa, estableciendo asociaciones y contribuyendo al desarrollo urbano. En áreas rurales, trabajaron como arrendatarios y pequeños propietarios. La influencia española se refleja en la lengua, la religión y las costumbres locales. Las asociaciones culturales españolas siguen activas en la provincia, promoviendo la herencia cultural.

#### Alemanes
La inmigración alemana a argentina se desarrolló en cinco períodos principales (antes de 1870, de 1870 a 1914, de 1918 a 1933, de 1933 a 1940 y posteriormente a 1945). 
En Santa Fe, los alemanes se establecieron en colonias agrícolas, contribuyendo al desarrollo de la agricultura y la industria. También fundaron instituciones educativas y religiosas. La comunidad alemana ha mantenido sus tradiciones, incluyendo festivales, danzas y gastronomía. Su legado es visible en la arquitectura y en las instituciones culturales de la provincia.
Principales centros urbanos
| Localidad          | Población | CENSO |
| Gran Rosario       | 1.236.089 | 2010  |
| Gran Santa Fe      | 490.171   | 2010  |
| Gran Rafaela       | 102.333   | 2010  |
| Gran Reconquista   | 91.549    | 2010  |
| Gran Venado Tuerto | 78.432    | 2010  |
| ------------------ | --------- | ----- |

### Distribución de la población
| Población       | 1991      | 2001      | 2010      |
| --------------- | --------- | --------- | --------- |
| Total provincia | 2.798.423 | 3.095.496 | 3.285.170 |
| Total varones   | 1.363.858 | 1.511.271 | 1.602.510 |
| Total mujeres   | 1.434.564 | 1.584.225 | 1.682.660 |

|             | 1980      | 1991      | 2001      |
| ----------- | --------- | --------- | --------- |
| Área urbana | 2.022.790 | 2.429.291 | 2.675.392 |
| Área rural  | 442.756   | 369.131   | 325.309   |

| Edad            | 2001  | 2010  |
| --------------- | ----- | ----- |
| De 0 a 14 años  | 25,9% | 23,0% |
| De 15 a 64 años | 62,6% | 65,1% |
| 65 años y más   | 11,5% | 11,9% |

La densidad poblacional en la provincia era en 2001 de 22,6 hab/km², mientras que el índice de masculinidad (o razón de sexo) ascendía a 94,2 hombres cada cien mujeres en 2001.
Santa Fe es el tercer distrito nacional con guarismos más bajos en fecundidad, solo superior a la ciudad de Buenos Aires y la provincia de Córdoba. En 2001 se registró una tasa de 2,23 hijos por cada mujer en la provincia de Santa Fe, en tanto que una proyección realizada por el INDEC señala que en 2010 el registro cae a 1,98 hijos por mujer.
|         | 1990/1992 | 2000/2001 | 2010  |
| ------- | --------- | --------- | ----- |
| Total   | 72,29     | 75,70     | 79,86 |
| Hombres | 68,50     | 72,75     | 74,86 |
| Mujeres | 76,28     | 78,46     | 80,92 |

|                         | Total de hogares | Hogares particulares ocupados | Hogares colectivos | Hogares con una persona | Hogares con 2 personas | Hogares con 3 personas | Hogares con 4 personas | Hogares con personas de pueblos indígenas |
| ----------------------- | ---------------- | ----------------------------- | ------------------ | ----------------------- | ---------------------- | ---------------------- | ---------------------- | ----------------------------------------- |
| Total provincia         | 1.061.568        | 872.295                       | 1.652              | 139.396                 | 188.501                | 160.755                | 164.909                | 16.195                                    |
| Departamento Rosario    | 411.332          | 332.502                       | 539                | 55.219                  | 74.091                 | 61.598                 | 62.708                 | 6.337                                     |
| Departamento La Capital | 167.684          | 137.644                       | 247                | 21.016                  | 28.297                 | 24.764                 | 25.553                 | 3.475                                     |

|                         | Jefes y jefas de hogar | Cónyuges | Hijos     | Servicio doméstico | Leen y escriben | Reciben jubilación |
| ----------------------- | ---------------------- | -------- | --------- | ------------------ | --------------- | ------------------ |
| Total provincia         | 872.295                | 569.790  | 1.250.113 | 1.772              | 2.622.267       | 372.959            |
| Departamento Rosario    | 332.502                | 211.827  | 459.227   | 585                | 995.469         | 143.986            |
| Departamento La Capital | 137.644                | 87.051   | 211.403   | 335                | 425.812         | 60.979             |

### Población indígena
El INDEC registró en el censo poblacional de 2001 la presencia de personas pertenecientes a más de una veintena de diferentes grupos indígenas. Las dos comunidades más importantes son la qom (hay 1.822 hogares en la provincia de Santa Fe integrados por personas de esa etnia) y mocoví (1.798 hogares). También se registraron originarios de los grupos tupí guaraní (en 634 hogares), mapuche (en 396), calchaquí (389), chané (139), quechua (132), tehuelche (82) y wichi (50)

## Economía
La economía de Santa Fe es la segunda más importante del país. Representa el 8 % del total de Argentina, la producción se estima en ARS 27 000 millones en 2006, es decir, USD 9000 per cápita (alrededor de la media nacional). A pesar de que la economía está bien diversificada, la agricultura sigue teniendo un papel indispensable que desempeñar a través de los ingresos de divisas y la rentabilidad de las exportaciones de ITS. El veintiuno por ciento de las tierras cultivadas de la Argentina están en Santa Fe, cuyos cultivos principales son soja (principal productor nacional), girasol, maíz y trigo. En menor escala fresas, miel y sus derivados (300 000 colmenas), la madera y el algodón.
La hierba verde de la provincia es ideal para los 6,5 millones de cabezas de ganado (20 % de las existencias nacionales), que en la práctica no solo es fuente de carne, sino de 2,6 millones de litros de leche por día (40 % de la producción nacional).
Entre los puertos Rosario y San Lorenzo son puntos de partida para la exportación de la producción de Santa Fe y muchas otras provincias, a través de ellos dejar el 65 % de los cereales argentinos y 55 % de las exportaciones del país. En 2004, las exportaciones de Santa Fe (USD 7170 millones) representaron el 21 % del total nacional. Entre 2001 y 2004 se incrementaron 65,2 %. Derivados de la soja, aceites vegetales y harinas compuesto por más de USD 2000 millones y más de 7,6 millones de toneladas.En 2005 los puertos del sur de Santa Fe envió el 60 % de los granos, el 93 % La agricultura y subproductos del 85 % de los aceites vegetales exportados por Argentina.
Las manufacturas en Santa Fe representan el 18 % de su economía y también se encuentra entre la parte superior en la Argentina. Mills que produce diferentes tipos de harinas, aceites, cervezas, y otras industrias alimenticias, textiles y cuero, de hidrocarburos, refinerías de acero (1 millón de toneladas al año) y la producción de metales, máquinas industriales y agrícolas, la industria del automóvil y otros.
El sector de servicios bien desarrollado y muy diversificado, confiando poco en el turismo o el sector público. El turismo no es una actividad importante a pesar de la amplia gama de hoteles y restaurantes. La ciudad Santa Fe, las ruinas de Cayastá, la replicación del Sancti Spiritus, y Rosario son los principales destinos.
- Agricultura: incluye el cultivo de oleaginosas (soja, girasol y maíz), siendo una de las provincias de mayor producción de soja. También hay cultivos de trigo y sorgo. Después de Buenos Aires, es la principal productora de trigo. Otros cultivos: frutillas (en Coronda), papa en Arroyo Seco.

- Ganadería: cría intensiva en el norte, e invernada intensiva en el centro y sur, y en las islas del Paraná. La faena representa el 20 % del total nacional.

- Industria: se destacan la industria aceitera, molinos harineros, producción de lácteos(Principalmente Departamentos "Las Colonias" y "Castellanos"), de carnes, leche en polvo destinados a exportación y producción de miel. Además la siderurgia (Villa Constitución), el sector automotor (en Alvear), electrodomésticos y vehículos (en Santa Fe), la fabricación de máquinas y herramientas agrícolas (Firmat, San Vicente, Rafaela, Granadero Baigorria) cumplen un papel destacado en la economía de la provincia.

- Servicios: hay una gran cantidad de empresas privadas de servicios de distintos tipos (administración, comunicaciones, educación, transporte, logística, ingeniería, diseño textil, entre otras).

Según el censo nacional económico 2020/21 realizado por el Instituto Nacional de Estadísticas y Censos la provincia de Santa Fe registró 29 870 unidades productivas. Un 25,96 % está representado por otros servicios, un 24,4 % es de comercio y transporte, un 15,9 % de agricultura, 14,6 % de servicio inmobiliario y de empresas, 12,3% de industria, un 5,3 % en construcción, 1,1 % de financieras y el 0,8 % en minería.
Para noviembre de 2022, la inflación de la provincia fue de 4,9 % mensual y una acumulada del 2022 de 82,7 % según el Instituto Provincial de Estadísticas y Censos (IPEC).

### Índice de dependencia potencial
El índice de dependencia potencial expresa el número de personas potencialmente no económicamente activas que serían sostenidas por el total de la población potencialmente activa.
|                  | 1970 | 1980 | 1991 | 2001 |
| ---------------- | ---- | ---- | ---- | ---- |
| Jóvenes          | 40,4 | 45,2 | 49,2 | 42,5 |
| Mayores          | 12,2 | 15,3 | 17,5 | 18,7 |
| Total provincial | 52,6 | 60,5 | 66,7 | 61,2 |
| Total del país   | 57,0 | 62,7 | 65,1 | 61,7 |

## Cultura
La provincia de Santa Fe es heredera de una rica tradición nacida de la conjunción de las culturas indígenas (donde confluyen los grupos chaqueños, pampeanos y guaraníes), los aportes de los primeros pobladores de origen asunceno y español (notablemente vascos y andaluces) y su propio desarrollo local durante la época colonial. Santa Fe es una de las provincias que conformaron desde su origen la identidad argentina, defendiendo el federalismo y la autonomía, lo que determinó un conjunto de ideas, tradiciones y costumbres basadas en la libertad, cierto individualismo y un profundo amor por la tierra nativa. Estas características se desarrollaron durante los casi dos siglos de vida independiente, conjugándose con los aportes de las colectividades de inmigrantes y el desarrollo de una sociedad inmersa en el mundo moderno.

### Educación
La provincia de Santa Fe es un gran polo educativo siendo el colegio de la Inmaculada Concepción fundado en la ciudad de Santa Fe en 1610 el más antiguo del territorio argentino. 
La provincia cuenta con un gran número de universidades, mayormente estas se encuentran en la capital santafesina y en Rosario. 
La universidad más importante es la Universidad Nacional del Litoral, creada en 1919 sobre la base de los estudios de derecho existentes en la Universidad de Santa Fe fundada en 1889. Es considerada la madre de las universidades dado que fue la primera creada por la Reforma Universitaria de 1918 y el modelo a seguir para los centros educativos posteriores. Fue creada como una Universidad regional puesto que en sus orígenes abarcaba a las provincias de Santa Fe, Entre Ríos y Corrientes. Es considerada una de las universidades más importantes en leyes, motivo por el cual fue el elegida como escenario para las reformas de la constitución nacional y para el primer debate presidencial obligatorio en 2019. Está compuesta por 9 facultades, 1 instituto superior, 4 escuelas universitarias, 2 de nivel medio y 1 de nivel inicial y primario.

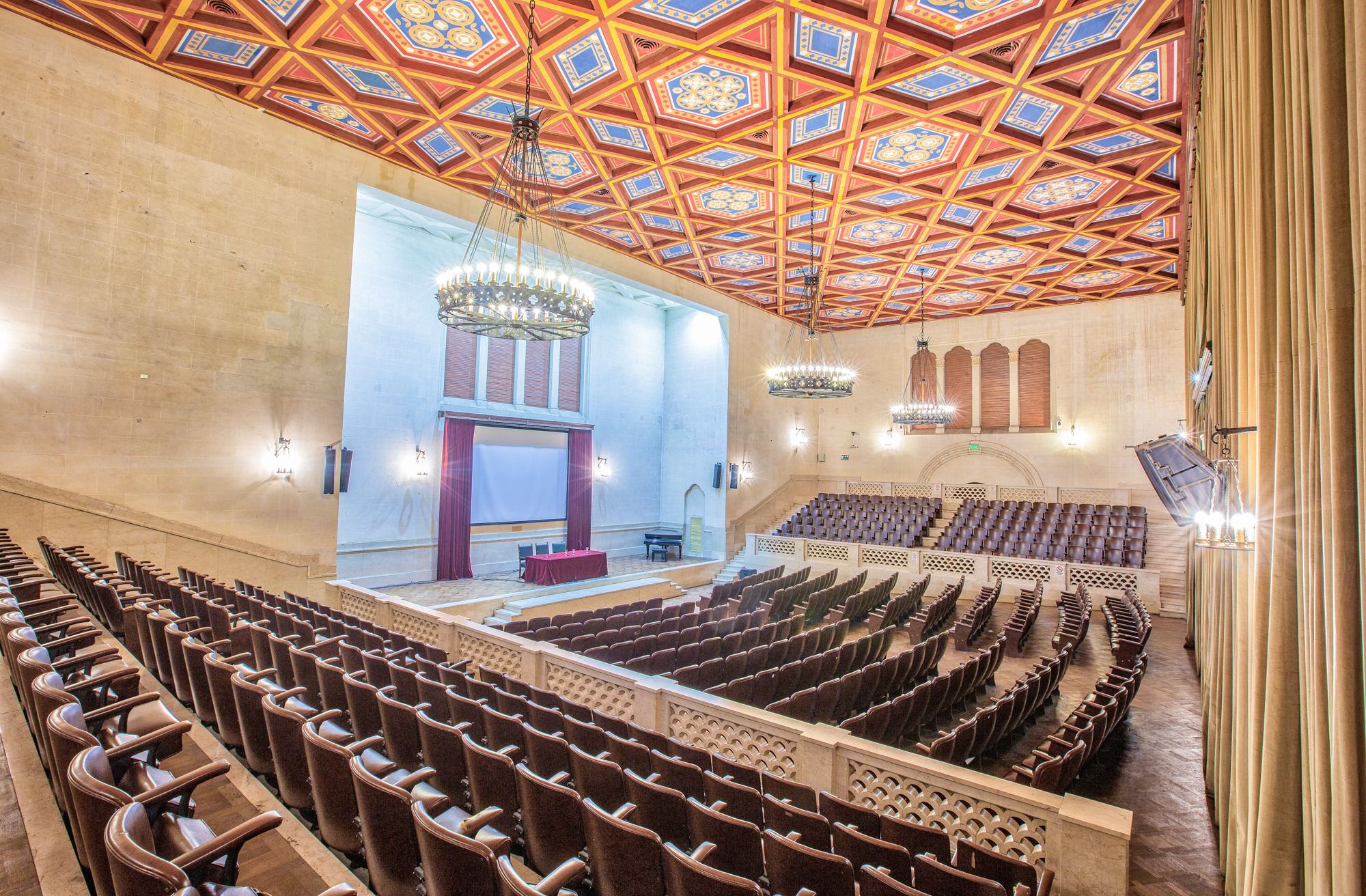
Imagen del Paraninfo de la Universidad Nacional del Litoral. Ubicado en la Manzana Histórica, este edificio fue sede de las reformas de la Constitución Nacional y del Debate Presidencial.

La Universidad Nacional de Rosario creada durante la dictadura del Gral. Juan Carlos Onganía en 1968 a través de la denominada Ley 17.987. Su estructura fundante fue un desprendimiento de la Universidad Nacional del Litoral, de quien toma sus primeros organismos académicos y administrativos que en aquel entonces consistían en: las facultades de Ciencias Médicas; de Ciencias Exactas, Ingeniería y Agrimensura; de Arquitectura; de Ciencias Económicas; de Filosofía y Ciencias de la Educación; de Derecho y Ciencia Política; de Odontología; de Ciencias Agrarias; los Hospitales-Escuela "del Centenario" y de "Baigorria"; y las tres escuelas de enseñanza media que de ella dependían además del Instituto Superior de Música de Rosario. Su lema "Confingere Hominem Cogitantem" significa "Formamos Hombres Que Piensan".

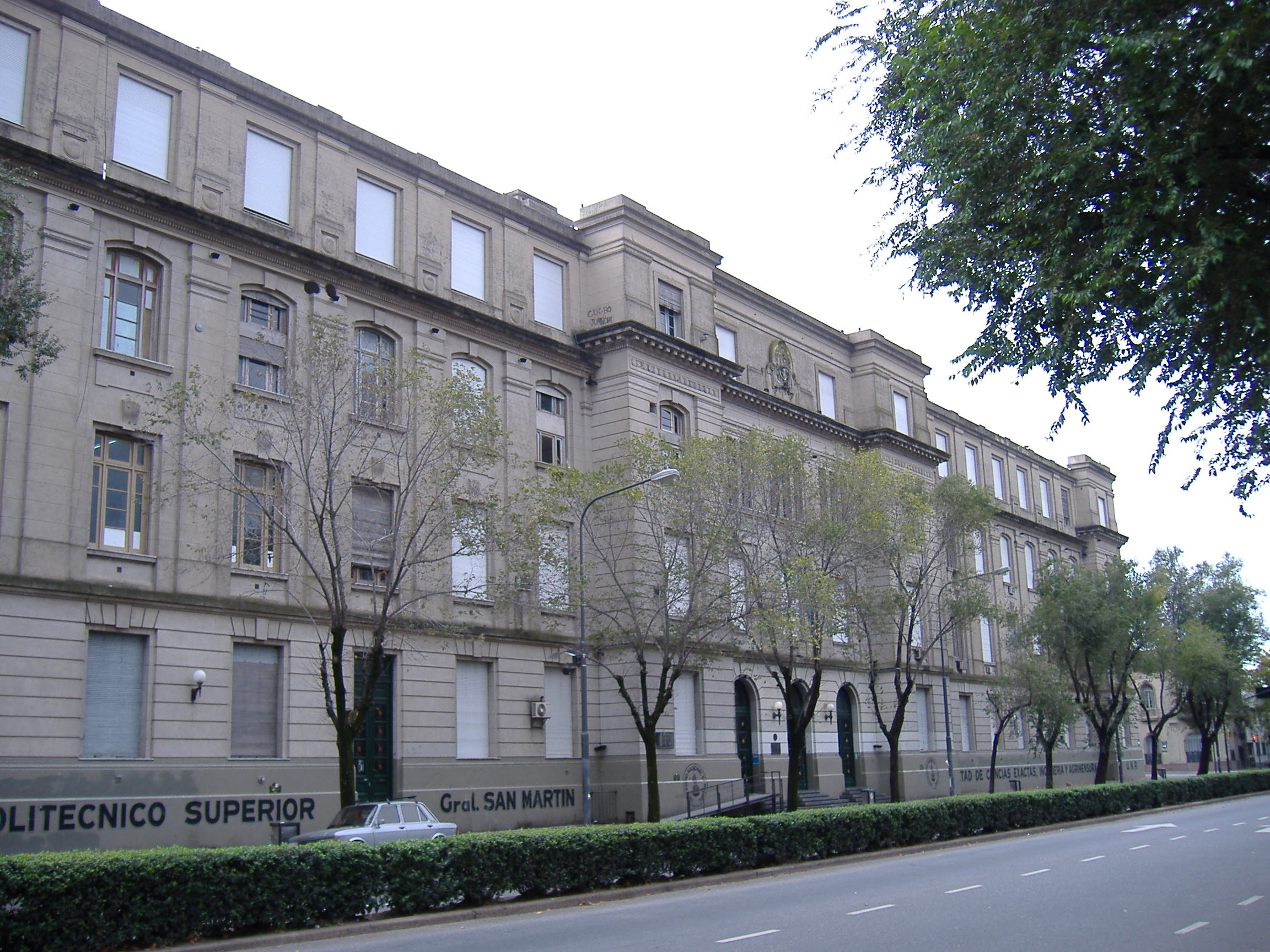
Facultad de Ciencias Exactas, Ingeniería y Agrimensura con sede en Rosario.

La Universidad Tecnológica Nacional con sede en Santa Fe Capital (Facultad Regional Santa Fe), Rosario (Facultad Regional Rosario), Reconquista, Rafaela y Venado Tuerto.
Otras universidades importantes son Universidad Católica de Santa Fe, Instituto Universitario Italiano de Rosario, Universidad Abierta Interamericana, Universidad Austral, Universidad Católica Argentina, Universidad del Centro Educativo Latinoamericano (Ucel).
La educación universal, laica, pública y gratuita se encuentra extendida en los niveles inicial, medio y superior, pero existen también instituciones educativas privadas, principalmente confesionales católicas.
Como complemento de la formación obligatoria, funcionan diversas instituciones con gran oferta de cursos de distinta índole. Es destacable la labor educativa del Liceo municipal, que con cinco escuelas de diversas ramas, enseña de forma gratuita idiomas, expresión corporal, dispone de talleres de escritura, de iniciación musical y especialización en instrumentos orquestales.

### Gastronomía
La Gastronomía de Santa Fe, al igual que la de la región Pampeana, se caracteriza y diferencia de las gastronomías del resto de América por dos aportes europeos: el español y el italianos, que constituyen sus características principales, completados por los aportes de etnias indígenas y demás colectividades europeas (alemanes, suizos, franceses, rusos, entre otros)
Una de las comidas tradicionales de Santa Fe es el sábalo (Prochilodus lineatus) a la parrilla, un pez de río autóctono de esa zona. Dicho plato es tan popular, que a los fanáticos del Club Atlético Colón se los conoce popularmente como sabaleros. También son típicos el pato al escabeche y pescado relleno.

#### Mate
Para conocer los primeros momentos en la historia del Mate como infusión tenemos que remitirnos a la historia de la ciudad de Santa Fe. Los primeros utensilios y los más antiguos conocidos en el Planeta Tierra, se encuentran en esta ciudad y fueron excavados en el sitio arqueológico de Santa Fe la vieja.
La historia de la yerba mate y su reafirmación en la cultura popular como alimento nativo, tuvo a la ciudad de Santa Fe como una de las protagonistas principales. Esto se debe a que el 31 de diciembre de 1662, a solicitud de Santa Fe y de Asunción, se establece como puerto preciso a Santa Fe obligando a las embarcaciones del Paraguay que cumplieran su registro en Santa Fe. Así mediante cédula real, se obligaba a desembarcar en Santa Fe, toda mercadería proveniente del Paraguay para ser distribuida hacia el mundo, entren ellas, la Yerba Mate, destinada a Chile y el Alto Perú.

#### Liso y Cerveza
Con relación a los usos y costumbres gastronómicas, en la capital de la provincia se destaca el consumo del liso una medida de cerveza sin pasteurizar similar al Chopp creada por el empresario inmigrante alemán Otto Schneider en el City Bar de la ciudad de Santa Fe. Su popularidad es tan grande que en la ciudad capital el consumo de cerveza per cápita duplica a la media nacional y el liso fue declarado patrimonio cultural en el año 2014. 
La historia de la cerveza en esta región se remonta a 1884, en un acontecimiento ocurrido en San Carlos Sud, en donde se funda la primera cervecería de la Provincia de Santa Fe. Cervecería San Carlos es además la tercera cervecería más antigua del país detrás de la Bieckert (1855) y la Kleinmann (1869), y Cervecería San Carlos es además considerada la "Madre de Cervecerías", ya que la fundación de las cervecerías Santa Fe y Schneider están directamente relacionadas con esta.
Todos los años se realiza en la localidad de San Carlos la "Fiesta Argentina de la Cerveza", en la colonia suiza de Grütly se conmemora la "Fiesta Provincial del Liso", mientras que en la ciudad de Santa Fe se hace la "Fiesta de la Chopera".

#### Alfajor Santafesino
El postre más tradicional y famoso es el "alfajor santafesino".La elaboración de los típicos alfajores santafesinos comenzó en 1851 en un local de Hermenegildo Zuviría a quien apodaban “Merengo” ubicado a pocos metros del Cabildo de la ciudad de Santa Fe y fueron popularizados por los constituyentes que asistieron a la ciudad en 1853. El sobrenombre "Merengo" dio origen a una marca que se consigue hasta estos días, siendo la más antigua de la Argentina.
El alfajor santafesino es una receta que identifica a la ciudad de Santa Fe y representa a toda la provincia en todo el país. Si bien se ha ido arraigando en cada casa y en cada confitería con diferentes variantes, los ingredientes básicos son los mismos: galletas de masa tostada rellenas con dulce de leche y bañadas en merengue o glace.

### Literatura
Dentro de la literatura, Santa Fe es cuna de grandes escritores, como Alicia Barberis, Alfredo Julio Grassi, Gastón Gori, Julio Migno, Carlos Pierre, Laura Devetach, Hugo Mandón, Juan José Saer, Esteban Laureano Maradona, José Pedroni y Diana Bellessi entre tantos otros.

### Música
En la mayor parte de la provincia el principal género musical es la cumbia, de la cual existen 2 subgéneros en donde el instrumento principal es distinto. Un subgénero es el practicado con guitarra, y otro, más popular, practicado con acordeón. La cumbia santafesina con acordeón tiene sus bases en la cumbia colombiana, y por eso existe una gran semejanza con la música de ese país. La cumbia santafesina nació en la Ciudad de Santa Fe, la capital provincial y el conjunto de la provincia goza de un gran número de músicos practicantes y aficionados. Sus instrumentos principales son: la guitarra o el acordeón(dependiendo el subgénero), el bajo, la güira (conocida como güiro), la timbaleta, las congas, entre otros. Uno de los referentes más importantes son Los Palmeras pero existen muchos grupos más de importancia nacional, e incluso internacional.
La ciudad de Santa Fe de la Vera Cruz también ha dado grandes exponentes del folclore argentino como Horacio Guarany, Ariel Ramírez y Orlando Vera Cruz, estos estilos musicales son muy populares en las áreas rurales del interior provincial con géneros como chamamé, chamarrita, chacarera, zamba, valseados, entre algunos otros.
Los géneros de cumbia y folclore populares también conviven con el rock en la provincia. Litto Nebbia, oriundo de Rosario es considerado como uno de los fundadores del rock en español con su banda Los Gatos Salvajes cuyo álbum fue editado en 1965. El músico Fito Páez, exponente del rock en español a nivel sudamericano desde mediados de los 80, también es oriundo de la gran ciudad del sur provincial.
En la zona del centro de la provincia, zona que ha sido colonizada a fines del siglo XIX por inmigrantes europeos, se mantienen de manera fuerte en las fiestas populares los géneros de distintas colectividades europeas como suelen ser el vals y la polka.

### Lengua
La provincia Santa Fe es una de las principales provincias donde se habla el dialecto castellano rioplatense. Las diferencias dialectales con Buenos Aires y otras ciudades de la misma área son pocas, aunque los santafesinos en promedio aspiran y suprimen la -s final más que los porteños, ya que estos últimos no aspiran las "-eses" al final de cada palabra.
Por otro lado, en la Provincia de Santa Fe están en uso un cierto número de palabras y locuciones desconocidos tanto en Buenos Aires como en España.
La mayoría de tales palabras no son exclusivas de Santa Fe Capital y Rosario, sino que se las usa también en el interior de la provincia y otras ciudades, tales como Córdoba; pero constituyen un elemento claramente diferenciador entre las variedades santafesina y porteña del castellano rioplatense.
Ejemplos:
| Santa Fe                              | Buenos Aires              | España                    | Significado                                                 |
| ------------------------------------- | ------------------------- | ------------------------- | ----------------------------------------------------------- |
| Costeleta                             | Bife de costilla          | Chuleta                   | Corte de carne con hueso de las costillas del animal        |
| Entrecot                              | Bife de chorizo           | Entrecot                  | Corte vacuno                                                |
| Expensas                              | Expensas                  | Gastos de comunidad       | Gastos comunes de un edificio                               |
| Pororó                                | Pochoclo                  | Palomitas de maíz         | Maíz inflado                                                |
| Carlito                               | Tostado con Jamón y Queso | Bocadillo (Sándwich)      | Sándwich o emparedado tostado                               |
| Remo                                  | Submarino                 | Chocolate                 | Bebida a base de leche y chocolate amargo                   |
| Porrón                                | Cerveza                   | litro de cerveza          | Bebida alcohólica, no destilada, a base de granos de cebada |
| Sacar mano                            | Sacar el cuero            | Criticar                  | Desmerecer las acciones o conducta de alguien               |
| Tocada                                | Mancha                    | Llevada                   | Juego infantil                                              |
| Liso                                  | Chopp                     | Chopp                     | Medida de cerveza                                           |
| Ratearse                              | Hacerse la rata           | Hacer pellas (o novillos) | No presentarse a clases (un alumno)                         |
| Choro                                 | Chorro                    | Caco                      | Forma coloquial para designar a un ladrón                   |
| Masita                                | Galletita                 | Galleta                   | Pequeño trozo de pasta dulce                                |
| Praliné                               | Garrapiñada               | Cacahuete Azucarado       | Cacahuete o maní cubierto de azúcar                         |
| Colectivo, Ómnibus                    | Micro, Bondi              | Microbús                  | Colectivo de corta (o en excepciones larga) distancia       |
| Masa o Factura (depende de la ciudad) | Factura                   | Cruasán o Medialunas      | Un pedazo de masa dulce                                     |
| Vago                                  | Chabón, Pibe              | Tío                       | Sujeto masculino, muchacho                                  |

Además del castellano en esta provincia sobreviven los idiomas indígenas que se hablan desde hace miles de años en ese territorio, sobresalen el idioma Qom y el Moqoit.

## Deportes
Dentro del deporte santafesino hay que destacar el Tenis Criollo, un juego muy similar al Tenis inglés (se juega en una cancha más chica y con una paleta de madera), este deporte nació en el club Regatas en la Santa Fe Capital por los años '40. Su popularidad es tan grande que los santafesinos a menudo tienen que aclarar si están hablando de "tenis con raqueta" o "tenis inglés" para diferenciarlo de la variante autóctona.
Tal como se da en muchas provincias argentinas, el fútbol es por lejos el deporte más importante en cuanto a la cantidad de adeptos y el movimiento económico generado a su alrededor.
Los clubes de fútbol más importantes son:
- Club Atlético Rosario Central (Rosario)
- Club Atlético Newell's Old Boys (Rosario)
- Club Atlético Colón (Santa Fe)
- Club Atlético Unión de Santa Fe (Santa Fe)
- Club Atlético de Rafaela (Rafaela)
- Club Atlético Unión (Sunchales)

Los clásicos más importantes son el Clásico Rosarino disputado entre Newell's Old Boys y Rosario Central, y el clásico Santafesino disputado por Unión y Colón. Rosario Central, Newell's Old Boys y Colón son los únicos equipos de la provincia en obtener títulos profesionales. El equipo canalla rosarino es el más ganador con 12 títulos oficiales (4 Ligas de AFA, 7 copas de AFA y 1 copa internacional de la CSF). La organización de fútbol más importante de la provincia es la Federación Santafesina de Fútbol.
En básquetbol, Unión de Santa Fe ganó el Campeonato Argentino de Clubes en 1943 y 1969, mientras que Libertad de Sunchales fue campeón de la Liga Nacional de Básquet en 2007-08. En tanto, PSM Vóley compite en la Liga de Voleibol Argentina.
Después del fútbol, el rugby es otro deporte que mueve pasión. La provincia cuenta con dos uniones: Santafesina y Rosario ; la selección rosarina participa de la Primera División del Campeonato Argentino de Rugby. Anualmente, se disputa el Torneo Regional del Litoral, que nuclea a los clubes de las uniones de Santa Fe, Entre Ríos y Rosario.
El automovilismo es muy popular en Santa Fe. Los autódromos de Rafaela, Rosario y San Jorge han recibido a campeonatos nacionales tales como el Turismo Carretera, TC 2000 y Top Race, a la vez que Rafaela fue sede de las Indy300 de 1971 una fecha del Campeonato Nacional del USAC de Estados Unidos y también la famosa 500 Millas Argentina. Desde el año 2006, se corre el Gran Premio de Santa Fe, una carrera callejera de automovilismo donde participa el Turismo Competición 2000, aunque el circuito "Carlos Reutemann" del parque del sur se usó por primera vez en diciembre de 1984 y en 2008 fue reemplazado por un nuevo trazado en la avenida Alem de la capital provincial. Uno de los máximos exponentes del automovilismo sudamericano fue el piloto santafesino Carlos Reutemann, piloto de Fórmula 1 para Ferrari y Williams entre otras escuderías. Una vez retirado del automovilismo se dedicó a la política, fue gobernador de la provincia en dos ocasiones y senador nacional tres veces. También tenemos que mencionar a Óscar "Poppy" Laraurri que compitió en Fórmula 1 en el equipo Eurobrun Racing. Dentro del motociclismo de velocidad se destaca la labor de Sebastián Porto.
Otro deporte que brindó figuras de nivel internacional es el boxeo. Entre ellas se destacan: Amílcar Brusa, Juan Martín Coggi, Miguel Ángel Cuello, Julio César Vásquez, Mauro Cía, Marcos René Maidana, Carlos Manuel Baldomir y Carlos Monzón, entre otras tantas glorias.
Santa Fe es capital del kayakismo, eso se debe a que ciudad capital está rodeada de ríos y lagunas, de modo que es un lugar ideal para la práctica de deportes náuticos. El kayakismo también es popular en la zona comprendida entre Rosario y Granadero Baigorria, frente al río Paraná y su delta.

### Estadios
Santa Fe cuenta con tres estadios con una capacidad mínima de 35 000 personas cada uno. Dichos estadios son: estadio Brigadier General Estanislao López (Colón), estadio Gigante de Arroyito (Rosario Central) y el estadio Marcelo Bielsa (Newell's Old Boys), también se encuentra el estadio 15 de abril (en remodelación) del Club Atlético Unión con capacidad para 31 000 personas y el estadio Nuevo Monumental del club Atlético de Rafaela, con una capacidad máxima para 24 000 personas.
Los estadios de la provincia que poseen aprobación de la FIFA para que la selección argentina juegue partidos oficiales son los de Rosario Central, que a su vez fue sede de la Copa Mundial de Fútbol de 1978 y la Copa América 1987. El estadio de Newell's fue sede de la Copa Mundial de Fútbol Sub-20 de 2001. Y el Brigadier López de Colón fue sede de la Copa América 2011 y de distintas competencias de Rugby.

## Turismo

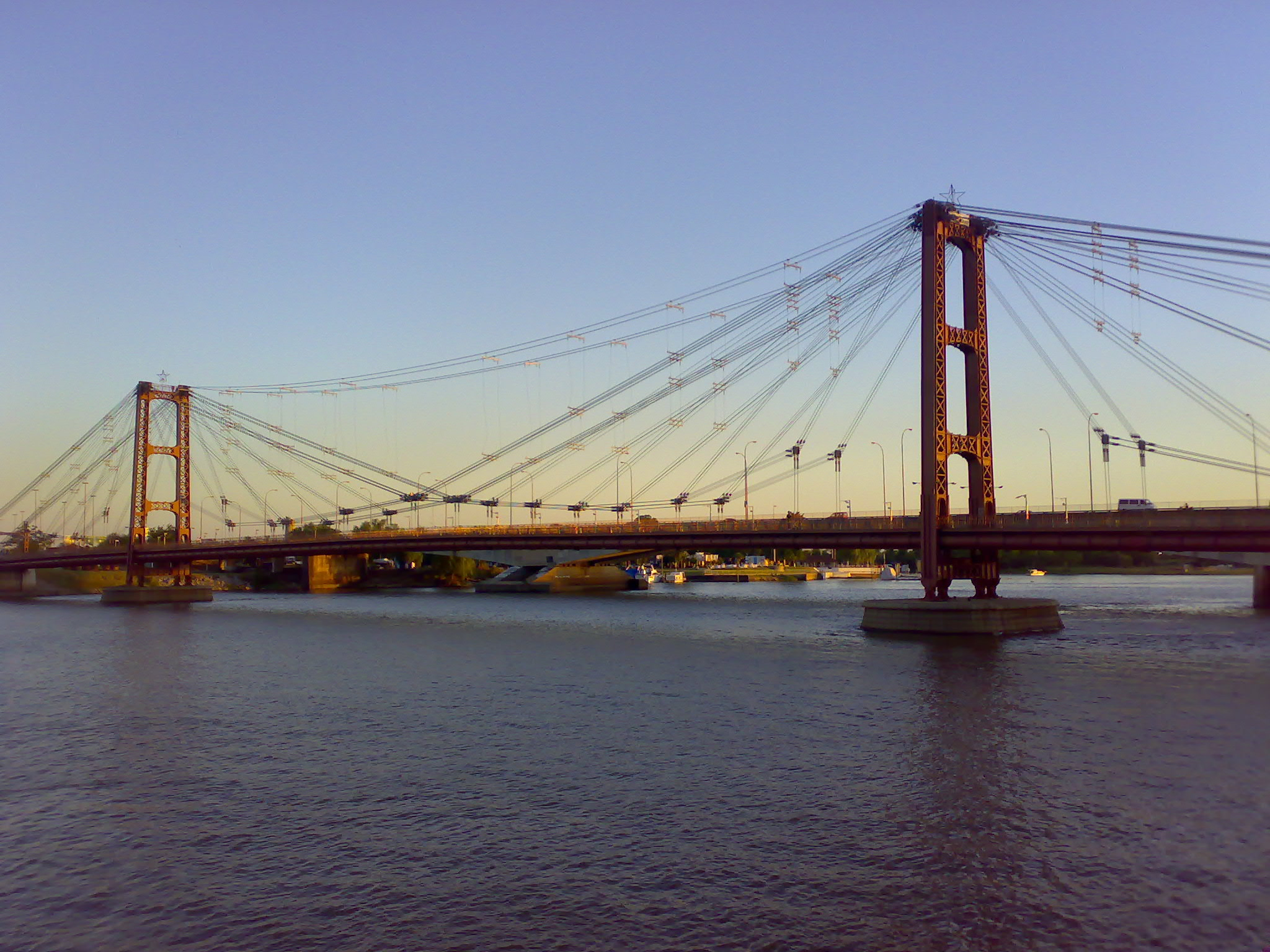
Puente colgante de la ciudad de Santa Fe.

Santa Fe ciudad ofrece atractivos nocturnos, eventos deportivos, culturales y sociales de distinta índole. También en los últimos años se hizo importante la zona de la costanera en esta ciudad y el Puente Colgante, el Casino y el centro comercial La Ribera que atraen turistas brasileños, europeos, y norteamericanos. Hay un proyecto para crear otros dos centros de compras en la ciudad, uno de la mano de la chilena Cencosud y otro de IRSA, en el marco de una transformación de varias zonas para convertirlas en zonas turísticas con lo que sumarían dos centros comerciales a los tres existentes.
El Túnel subfluvial Uranga-Sylvestre Begnis (anteriormente denominado Hernandarias), debajo del río Paraná, entre Santa Fe capital y Paraná la capital de la provincia de Entre Ríos.
Las Ruinas de Cayastá (el antiguo asentamiento de la ciudad de Santa Fe), a 40 km al noreste de la capital.
El Monumento Nacional a la Bandera, en la ciudad de Rosario.
El Campo de la Gloria (en la ciudad de San Lorenzo, 25 km al norte de Rosario, donde se desarrolló el Combate de San Lorenzo en 1813).
La Laguna El Cristal. Complejo turístico ubicado a 25 km de la ciudad de Calchaquí con un amplio espacio para campin, avistaje de flora y fauna autóctona, museo, y con una gran riqueza arqueológica debido a los asentamientos indígenas en esa zona en el pasado.

## Medios de comunicación
Se encuentran diversos diarios en circulación, entre ellos La Capital, El Litoral, Diario Uno, Diario Castellanos, Diario la Opinión, El Santafesino, El Ciudadano, "Estrella de la mañana", entre otros.
Además en la provincia hay canales de Telefe, en Rosario y en Santa Fe Capital, hay un canal de El Trece en Rosario. La provincia tiene también su canal de televisión.
| Noroeste: Santiago del Estero | Norte: Chaco      | Nordeste: Corrientes  |
| Oeste: Córdoba                |                   | Este: Entre Ríos      |
| Suroeste: Córdoba             | Sur: Buenos Aires | Sureste: Buenos Aires |

## Personalidades destacadas
- Estanislao López
- Lionel Messi
- Andrés Nocioni
- Luciana Aymar
- Carlos Delfino
- Libertad Lamarque
- Mirtha Legrand
- Leopoldo Luque
- Gabriel Batistuta
- Marcos Maidana
- Gerardo Martino
- Javier Mascherano
- Horacio Pagani (empresario).
- Los Palmeras
- Rogelio Pfirter
- Leonardo Ponzio
- Sebastián Porto

```
* 
Jorge Valdano
```

- Julio César Vásquez
- Nery Pumpido
- Ariel Ramírez
- Carlos Reutemann
- Lionel Scaloni
- Maxi Rodríguez
- Juan José Saer
- Cris Huja
- Virginia Tola
- Juan Arancio
- Ernesto Guevara
- Fito Páez

## Hermanamientos
- California, EE. UU. (2004)[50]

- Paraná, Brasil (2004)

- Odesa, Ucrania

- Krai de Perm, Rusia (2000)

- Piamonte, Italia (1997)